# Варіант Найдорфа у Сицилійському захисті
Варіант Найдорфа у Сицилійському захисті є одним з найбільш популярних і глибоко вивчених з усіх шахових дебютів. В деяких довідниках його метафорично називають «кадилаком» або «Роллс-Ройсом» серед шахових дебютів. Цей варіант названий на честь польсько-аргентинського гросмейстера Мігеля Найдорфа. Багато видатних гравців і чемпіонів широко використовували варіант Найдорфа в своїй творчості (зокрема, Боббі Фішер і Гаррі Каспаров).
Найдорф починається ходами:
1. e4 c5
2. Кf3 d6
3. d4 cxd4
4. Kxd4 Кf6
5. Кc3 a6
Метою ходу чорних 5…a6 є заблокувати поле b5 від коня та світлопольного слона білих, при одночасному збереженні гнучкості у розвитку власних фігур. Якщо чорні передчасно грають 5…е5?!, то білі атакують через 6.Сb5+! Cd7 (або 6…Kbd7 7.Kf5) 7.Cxd7+ Kbxd7 8.Kf5, після чого білого коня на f5 складно вибити без погіршення позиції чорних.
Стандартних планом чорних у Найдорфі є атака малими силами на ферзевому фланзі та тиск на пішака білих е4. Це можна реалізувати, зокрема, ходами …b5, …Cb7, а також переведенням коня на с5, або с4 через b6.

## Варіації

### Класичний варіант: 6. Сg5

#### Основний класичний варіант: 6…е6
|   | a | b | c | d | e | f | g | h |   |
| 8 | a8 чорна тура · b8 чорний кінь · c8 чорний слон · d8 чорний ферзь · e8 чорний король · f8 чорний слон · h8 чорна тура · b7 чорний пішак · f7 чорний пішак · g7 чорний пішак · h7 чорний пішак · a6 чорний пішак · d6 чорний пішак · e6 чорний пішак · f6 чорний кінь · g5 білий слон · d4 білий кінь · e4 білий пішак · f4 білий пішак · c3 білий кінь · a2 білий пішак · b2 білий пішак · c2 білий пішак · g2 білий пішак · h2 білий пішак · a1 біла тура · d1 білий ферзь · e1 білий король · f1 білий слон · h1 біла тура | a8 чорна тура · b8 чорний кінь · c8 чорний слон · d8 чорний ферзь · e8 чорний король · f8 чорний слон · h8 чорна тура · b7 чорний пішак · f7 чорний пішак · g7 чорний пішак · h7 чорний пішак · a6 чорний пішак · d6 чорний пішак · e6 чорний пішак · f6 чорний кінь · g5 білий слон · d4 білий кінь · e4 білий пішак · f4 білий пішак · c3 білий кінь · a2 білий пішак · b2 білий пішак · c2 білий пішак · g2 білий пішак · h2 білий пішак · a1 біла тура · d1 білий ферзь · e1 білий король · f1 білий слон · h1 біла тура | a8 чорна тура · b8 чорний кінь · c8 чорний слон · d8 чорний ферзь · e8 чорний король · f8 чорний слон · h8 чорна тура · b7 чорний пішак · f7 чорний пішак · g7 чорний пішак · h7 чорний пішак · a6 чорний пішак · d6 чорний пішак · e6 чорний пішак · f6 чорний кінь · g5 білий слон · d4 білий кінь · e4 білий пішак · f4 білий пішак · c3 білий кінь · a2 білий пішак · b2 білий пішак · c2 білий пішак · g2 білий пішак · h2 білий пішак · a1 біла тура · d1 білий ферзь · e1 білий король · f1 білий слон · h1 біла тура | a8 чорна тура · b8 чорний кінь · c8 чорний слон · d8 чорний ферзь · e8 чорний король · f8 чорний слон · h8 чорна тура · b7 чорний пішак · f7 чорний пішак · g7 чорний пішак · h7 чорний пішак · a6 чорний пішак · d6 чорний пішак · e6 чорний пішак · f6 чорний кінь · g5 білий слон · d4 білий кінь · e4 білий пішак · f4 білий пішак · c3 білий кінь · a2 білий пішак · b2 білий пішак · c2 білий пішак · g2 білий пішак · h2 білий пішак · a1 біла тура · d1 білий ферзь · e1 білий король · f1 білий слон · h1 біла тура | a8 чорна тура · b8 чорний кінь · c8 чорний слон · d8 чорний ферзь · e8 чорний король · f8 чорний слон · h8 чорна тура · b7 чорний пішак · f7 чорний пішак · g7 чорний пішак · h7 чорний пішак · a6 чорний пішак · d6 чорний пішак · e6 чорний пішак · f6 чорний кінь · g5 білий слон · d4 білий кінь · e4 білий пішак · f4 білий пішак · c3 білий кінь · a2 білий пішак · b2 білий пішак · c2 білий пішак · g2 білий пішак · h2 білий пішак · a1 біла тура · d1 білий ферзь · e1 білий король · f1 білий слон · h1 біла тура | a8 чорна тура · b8 чорний кінь · c8 чорний слон · d8 чорний ферзь · e8 чорний король · f8 чорний слон · h8 чорна тура · b7 чорний пішак · f7 чорний пішак · g7 чорний пішак · h7 чорний пішак · a6 чорний пішак · d6 чорний пішак · e6 чорний пішак · f6 чорний кінь · g5 білий слон · d4 білий кінь · e4 білий пішак · f4 білий пішак · c3 білий кінь · a2 білий пішак · b2 білий пішак · c2 білий пішак · g2 білий пішак · h2 білий пішак · a1 біла тура · d1 білий ферзь · e1 білий король · f1 білий слон · h1 біла тура | a8 чорна тура · b8 чорний кінь · c8 чорний слон · d8 чорний ферзь · e8 чорний король · f8 чорний слон · h8 чорна тура · b7 чорний пішак · f7 чорний пішак · g7 чорний пішак · h7 чорний пішак · a6 чорний пішак · d6 чорний пішак · e6 чорний пішак · f6 чорний кінь · g5 білий слон · d4 білий кінь · e4 білий пішак · f4 білий пішак · c3 білий кінь · a2 білий пішак · b2 білий пішак · c2 білий пішак · g2 білий пішак · h2 білий пішак · a1 біла тура · d1 білий ферзь · e1 білий король · f1 білий слон · h1 біла тура | a8 чорна тура · b8 чорний кінь · c8 чорний слон · d8 чорний ферзь · e8 чорний король · f8 чорний слон · h8 чорна тура · b7 чорний пішак · f7 чорний пішак · g7 чорний пішак · h7 чорний пішак · a6 чорний пішак · d6 чорний пішак · e6 чорний пішак · f6 чорний кінь · g5 білий слон · d4 білий кінь · e4 білий пішак · f4 білий пішак · c3 білий кінь · a2 білий пішак · b2 білий пішак · c2 білий пішак · g2 білий пішак · h2 білий пішак · a1 біла тура · d1 білий ферзь · e1 білий король · f1 білий слон · h1 біла тура | 8 |
| 7 | a8 чорна тура · b8 чорний кінь · c8 чорний слон · d8 чорний ферзь · e8 чорний король · f8 чорний слон · h8 чорна тура · b7 чорний пішак · f7 чорний пішак · g7 чорний пішак · h7 чорний пішак · a6 чорний пішак · d6 чорний пішак · e6 чорний пішак · f6 чорний кінь · g5 білий слон · d4 білий кінь · e4 білий пішак · f4 білий пішак · c3 білий кінь · a2 білий пішак · b2 білий пішак · c2 білий пішак · g2 білий пішак · h2 білий пішак · a1 біла тура · d1 білий ферзь · e1 білий король · f1 білий слон · h1 біла тура | a8 чорна тура · b8 чорний кінь · c8 чорний слон · d8 чорний ферзь · e8 чорний король · f8 чорний слон · h8 чорна тура · b7 чорний пішак · f7 чорний пішак · g7 чорний пішак · h7 чорний пішак · a6 чорний пішак · d6 чорний пішак · e6 чорний пішак · f6 чорний кінь · g5 білий слон · d4 білий кінь · e4 білий пішак · f4 білий пішак · c3 білий кінь · a2 білий пішак · b2 білий пішак · c2 білий пішак · g2 білий пішак · h2 білий пішак · a1 біла тура · d1 білий ферзь · e1 білий король · f1 білий слон · h1 біла тура | a8 чорна тура · b8 чорний кінь · c8 чорний слон · d8 чорний ферзь · e8 чорний король · f8 чорний слон · h8 чорна тура · b7 чорний пішак · f7 чорний пішак · g7 чорний пішак · h7 чорний пішак · a6 чорний пішак · d6 чорний пішак · e6 чорний пішак · f6 чорний кінь · g5 білий слон · d4 білий кінь · e4 білий пішак · f4 білий пішак · c3 білий кінь · a2 білий пішак · b2 білий пішак · c2 білий пішак · g2 білий пішак · h2 білий пішак · a1 біла тура · d1 білий ферзь · e1 білий король · f1 білий слон · h1 біла тура | a8 чорна тура · b8 чорний кінь · c8 чорний слон · d8 чорний ферзь · e8 чорний король · f8 чорний слон · h8 чорна тура · b7 чорний пішак · f7 чорний пішак · g7 чорний пішак · h7 чорний пішак · a6 чорний пішак · d6 чорний пішак · e6 чорний пішак · f6 чорний кінь · g5 білий слон · d4 білий кінь · e4 білий пішак · f4 білий пішак · c3 білий кінь · a2 білий пішак · b2 білий пішак · c2 білий пішак · g2 білий пішак · h2 білий пішак · a1 біла тура · d1 білий ферзь · e1 білий король · f1 білий слон · h1 біла тура | a8 чорна тура · b8 чорний кінь · c8 чорний слон · d8 чорний ферзь · e8 чорний король · f8 чорний слон · h8 чорна тура · b7 чорний пішак · f7 чорний пішак · g7 чорний пішак · h7 чорний пішак · a6 чорний пішак · d6 чорний пішак · e6 чорний пішак · f6 чорний кінь · g5 білий слон · d4 білий кінь · e4 білий пішак · f4 білий пішак · c3 білий кінь · a2 білий пішак · b2 білий пішак · c2 білий пішак · g2 білий пішак · h2 білий пішак · a1 біла тура · d1 білий ферзь · e1 білий король · f1 білий слон · h1 біла тура | a8 чорна тура · b8 чорний кінь · c8 чорний слон · d8 чорний ферзь · e8 чорний король · f8 чорний слон · h8 чорна тура · b7 чорний пішак · f7 чорний пішак · g7 чорний пішак · h7 чорний пішак · a6 чорний пішак · d6 чорний пішак · e6 чорний пішак · f6 чорний кінь · g5 білий слон · d4 білий кінь · e4 білий пішак · f4 білий пішак · c3 білий кінь · a2 білий пішак · b2 білий пішак · c2 білий пішак · g2 білий пішак · h2 білий пішак · a1 біла тура · d1 білий ферзь · e1 білий король · f1 білий слон · h1 біла тура | a8 чорна тура · b8 чорний кінь · c8 чорний слон · d8 чорний ферзь · e8 чорний король · f8 чорний слон · h8 чорна тура · b7 чорний пішак · f7 чорний пішак · g7 чорний пішак · h7 чорний пішак · a6 чорний пішак · d6 чорний пішак · e6 чорний пішак · f6 чорний кінь · g5 білий слон · d4 білий кінь · e4 білий пішак · f4 білий пішак · c3 білий кінь · a2 білий пішак · b2 білий пішак · c2 білий пішак · g2 білий пішак · h2 білий пішак · a1 біла тура · d1 білий ферзь · e1 білий король · f1 білий слон · h1 біла тура | a8 чорна тура · b8 чорний кінь · c8 чорний слон · d8 чорний ферзь · e8 чорний король · f8 чорний слон · h8 чорна тура · b7 чорний пішак · f7 чорний пішак · g7 чорний пішак · h7 чорний пішак · a6 чорний пішак · d6 чорний пішак · e6 чорний пішак · f6 чорний кінь · g5 білий слон · d4 білий кінь · e4 білий пішак · f4 білий пішак · c3 білий кінь · a2 білий пішак · b2 білий пішак · c2 білий пішак · g2 білий пішак · h2 білий пішак · a1 біла тура · d1 білий ферзь · e1 білий король · f1 білий слон · h1 біла тура | 7 |
| 6 | a8 чорна тура · b8 чорний кінь · c8 чорний слон · d8 чорний ферзь · e8 чорний король · f8 чорний слон · h8 чорна тура · b7 чорний пішак · f7 чорний пішак · g7 чорний пішак · h7 чорний пішак · a6 чорний пішак · d6 чорний пішак · e6 чорний пішак · f6 чорний кінь · g5 білий слон · d4 білий кінь · e4 білий пішак · f4 білий пішак · c3 білий кінь · a2 білий пішак · b2 білий пішак · c2 білий пішак · g2 білий пішак · h2 білий пішак · a1 біла тура · d1 білий ферзь · e1 білий король · f1 білий слон · h1 біла тура | a8 чорна тура · b8 чорний кінь · c8 чорний слон · d8 чорний ферзь · e8 чорний король · f8 чорний слон · h8 чорна тура · b7 чорний пішак · f7 чорний пішак · g7 чорний пішак · h7 чорний пішак · a6 чорний пішак · d6 чорний пішак · e6 чорний пішак · f6 чорний кінь · g5 білий слон · d4 білий кінь · e4 білий пішак · f4 білий пішак · c3 білий кінь · a2 білий пішак · b2 білий пішак · c2 білий пішак · g2 білий пішак · h2 білий пішак · a1 біла тура · d1 білий ферзь · e1 білий король · f1 білий слон · h1 біла тура | a8 чорна тура · b8 чорний кінь · c8 чорний слон · d8 чорний ферзь · e8 чорний король · f8 чорний слон · h8 чорна тура · b7 чорний пішак · f7 чорний пішак · g7 чорний пішак · h7 чорний пішак · a6 чорний пішак · d6 чорний пішак · e6 чорний пішак · f6 чорний кінь · g5 білий слон · d4 білий кінь · e4 білий пішак · f4 білий пішак · c3 білий кінь · a2 білий пішак · b2 білий пішак · c2 білий пішак · g2 білий пішак · h2 білий пішак · a1 біла тура · d1 білий ферзь · e1 білий король · f1 білий слон · h1 біла тура | a8 чорна тура · b8 чорний кінь · c8 чорний слон · d8 чорний ферзь · e8 чорний король · f8 чорний слон · h8 чорна тура · b7 чорний пішак · f7 чорний пішак · g7 чорний пішак · h7 чорний пішак · a6 чорний пішак · d6 чорний пішак · e6 чорний пішак · f6 чорний кінь · g5 білий слон · d4 білий кінь · e4 білий пішак · f4 білий пішак · c3 білий кінь · a2 білий пішак · b2 білий пішак · c2 білий пішак · g2 білий пішак · h2 білий пішак · a1 біла тура · d1 білий ферзь · e1 білий король · f1 білий слон · h1 біла тура | a8 чорна тура · b8 чорний кінь · c8 чорний слон · d8 чорний ферзь · e8 чорний король · f8 чорний слон · h8 чорна тура · b7 чорний пішак · f7 чорний пішак · g7 чорний пішак · h7 чорний пішак · a6 чорний пішак · d6 чорний пішак · e6 чорний пішак · f6 чорний кінь · g5 білий слон · d4 білий кінь · e4 білий пішак · f4 білий пішак · c3 білий кінь · a2 білий пішак · b2 білий пішак · c2 білий пішак · g2 білий пішак · h2 білий пішак · a1 біла тура · d1 білий ферзь · e1 білий король · f1 білий слон · h1 біла тура | a8 чорна тура · b8 чорний кінь · c8 чорний слон · d8 чорний ферзь · e8 чорний король · f8 чорний слон · h8 чорна тура · b7 чорний пішак · f7 чорний пішак · g7 чорний пішак · h7 чорний пішак · a6 чорний пішак · d6 чорний пішак · e6 чорний пішак · f6 чорний кінь · g5 білий слон · d4 білий кінь · e4 білий пішак · f4 білий пішак · c3 білий кінь · a2 білий пішак · b2 білий пішак · c2 білий пішак · g2 білий пішак · h2 білий пішак · a1 біла тура · d1 білий ферзь · e1 білий король · f1 білий слон · h1 біла тура | a8 чорна тура · b8 чорний кінь · c8 чорний слон · d8 чорний ферзь · e8 чорний король · f8 чорний слон · h8 чорна тура · b7 чорний пішак · f7 чорний пішак · g7 чорний пішак · h7 чорний пішак · a6 чорний пішак · d6 чорний пішак · e6 чорний пішак · f6 чорний кінь · g5 білий слон · d4 білий кінь · e4 білий пішак · f4 білий пішак · c3 білий кінь · a2 білий пішак · b2 білий пішак · c2 білий пішак · g2 білий пішак · h2 білий пішак · a1 біла тура · d1 білий ферзь · e1 білий король · f1 білий слон · h1 біла тура | a8 чорна тура · b8 чорний кінь · c8 чорний слон · d8 чорний ферзь · e8 чорний король · f8 чорний слон · h8 чорна тура · b7 чорний пішак · f7 чорний пішак · g7 чорний пішак · h7 чорний пішак · a6 чорний пішак · d6 чорний пішак · e6 чорний пішак · f6 чорний кінь · g5 білий слон · d4 білий кінь · e4 білий пішак · f4 білий пішак · c3 білий кінь · a2 білий пішак · b2 білий пішак · c2 білий пішак · g2 білий пішак · h2 білий пішак · a1 біла тура · d1 білий ферзь · e1 білий король · f1 білий слон · h1 біла тура | 6 |
| 5 | a8 чорна тура · b8 чорний кінь · c8 чорний слон · d8 чорний ферзь · e8 чорний король · f8 чорний слон · h8 чорна тура · b7 чорний пішак · f7 чорний пішак · g7 чорний пішак · h7 чорний пішак · a6 чорний пішак · d6 чорний пішак · e6 чорний пішак · f6 чорний кінь · g5 білий слон · d4 білий кінь · e4 білий пішак · f4 білий пішак · c3 білий кінь · a2 білий пішак · b2 білий пішак · c2 білий пішак · g2 білий пішак · h2 білий пішак · a1 біла тура · d1 білий ферзь · e1 білий король · f1 білий слон · h1 біла тура | a8 чорна тура · b8 чорний кінь · c8 чорний слон · d8 чорний ферзь · e8 чорний король · f8 чорний слон · h8 чорна тура · b7 чорний пішак · f7 чорний пішак · g7 чорний пішак · h7 чорний пішак · a6 чорний пішак · d6 чорний пішак · e6 чорний пішак · f6 чорний кінь · g5 білий слон · d4 білий кінь · e4 білий пішак · f4 білий пішак · c3 білий кінь · a2 білий пішак · b2 білий пішак · c2 білий пішак · g2 білий пішак · h2 білий пішак · a1 біла тура · d1 білий ферзь · e1 білий король · f1 білий слон · h1 біла тура | a8 чорна тура · b8 чорний кінь · c8 чорний слон · d8 чорний ферзь · e8 чорний король · f8 чорний слон · h8 чорна тура · b7 чорний пішак · f7 чорний пішак · g7 чорний пішак · h7 чорний пішак · a6 чорний пішак · d6 чорний пішак · e6 чорний пішак · f6 чорний кінь · g5 білий слон · d4 білий кінь · e4 білий пішак · f4 білий пішак · c3 білий кінь · a2 білий пішак · b2 білий пішак · c2 білий пішак · g2 білий пішак · h2 білий пішак · a1 біла тура · d1 білий ферзь · e1 білий король · f1 білий слон · h1 біла тура | a8 чорна тура · b8 чорний кінь · c8 чорний слон · d8 чорний ферзь · e8 чорний король · f8 чорний слон · h8 чорна тура · b7 чорний пішак · f7 чорний пішак · g7 чорний пішак · h7 чорний пішак · a6 чорний пішак · d6 чорний пішак · e6 чорний пішак · f6 чорний кінь · g5 білий слон · d4 білий кінь · e4 білий пішак · f4 білий пішак · c3 білий кінь · a2 білий пішак · b2 білий пішак · c2 білий пішак · g2 білий пішак · h2 білий пішак · a1 біла тура · d1 білий ферзь · e1 білий король · f1 білий слон · h1 біла тура | a8 чорна тура · b8 чорний кінь · c8 чорний слон · d8 чорний ферзь · e8 чорний король · f8 чорний слон · h8 чорна тура · b7 чорний пішак · f7 чорний пішак · g7 чорний пішак · h7 чорний пішак · a6 чорний пішак · d6 чорний пішак · e6 чорний пішак · f6 чорний кінь · g5 білий слон · d4 білий кінь · e4 білий пішак · f4 білий пішак · c3 білий кінь · a2 білий пішак · b2 білий пішак · c2 білий пішак · g2 білий пішак · h2 білий пішак · a1 біла тура · d1 білий ферзь · e1 білий король · f1 білий слон · h1 біла тура | a8 чорна тура · b8 чорний кінь · c8 чорний слон · d8 чорний ферзь · e8 чорний король · f8 чорний слон · h8 чорна тура · b7 чорний пішак · f7 чорний пішак · g7 чорний пішак · h7 чорний пішак · a6 чорний пішак · d6 чорний пішак · e6 чорний пішак · f6 чорний кінь · g5 білий слон · d4 білий кінь · e4 білий пішак · f4 білий пішак · c3 білий кінь · a2 білий пішак · b2 білий пішак · c2 білий пішак · g2 білий пішак · h2 білий пішак · a1 біла тура · d1 білий ферзь · e1 білий король · f1 білий слон · h1 біла тура | a8 чорна тура · b8 чорний кінь · c8 чорний слон · d8 чорний ферзь · e8 чорний король · f8 чорний слон · h8 чорна тура · b7 чорний пішак · f7 чорний пішак · g7 чорний пішак · h7 чорний пішак · a6 чорний пішак · d6 чорний пішак · e6 чорний пішак · f6 чорний кінь · g5 білий слон · d4 білий кінь · e4 білий пішак · f4 білий пішак · c3 білий кінь · a2 білий пішак · b2 білий пішак · c2 білий пішак · g2 білий пішак · h2 білий пішак · a1 біла тура · d1 білий ферзь · e1 білий король · f1 білий слон · h1 біла тура | a8 чорна тура · b8 чорний кінь · c8 чорний слон · d8 чорний ферзь · e8 чорний король · f8 чорний слон · h8 чорна тура · b7 чорний пішак · f7 чорний пішак · g7 чорний пішак · h7 чорний пішак · a6 чорний пішак · d6 чорний пішак · e6 чорний пішак · f6 чорний кінь · g5 білий слон · d4 білий кінь · e4 білий пішак · f4 білий пішак · c3 білий кінь · a2 білий пішак · b2 білий пішак · c2 білий пішак · g2 білий пішак · h2 білий пішак · a1 біла тура · d1 білий ферзь · e1 білий король · f1 білий слон · h1 біла тура | 5 |
| 4 | a8 чорна тура · b8 чорний кінь · c8 чорний слон · d8 чорний ферзь · e8 чорний король · f8 чорний слон · h8 чорна тура · b7 чорний пішак · f7 чорний пішак · g7 чорний пішак · h7 чорний пішак · a6 чорний пішак · d6 чорний пішак · e6 чорний пішак · f6 чорний кінь · g5 білий слон · d4 білий кінь · e4 білий пішак · f4 білий пішак · c3 білий кінь · a2 білий пішак · b2 білий пішак · c2 білий пішак · g2 білий пішак · h2 білий пішак · a1 біла тура · d1 білий ферзь · e1 білий король · f1 білий слон · h1 біла тура | a8 чорна тура · b8 чорний кінь · c8 чорний слон · d8 чорний ферзь · e8 чорний король · f8 чорний слон · h8 чорна тура · b7 чорний пішак · f7 чорний пішак · g7 чорний пішак · h7 чорний пішак · a6 чорний пішак · d6 чорний пішак · e6 чорний пішак · f6 чорний кінь · g5 білий слон · d4 білий кінь · e4 білий пішак · f4 білий пішак · c3 білий кінь · a2 білий пішак · b2 білий пішак · c2 білий пішак · g2 білий пішак · h2 білий пішак · a1 біла тура · d1 білий ферзь · e1 білий король · f1 білий слон · h1 біла тура | a8 чорна тура · b8 чорний кінь · c8 чорний слон · d8 чорний ферзь · e8 чорний король · f8 чорний слон · h8 чорна тура · b7 чорний пішак · f7 чорний пішак · g7 чорний пішак · h7 чорний пішак · a6 чорний пішак · d6 чорний пішак · e6 чорний пішак · f6 чорний кінь · g5 білий слон · d4 білий кінь · e4 білий пішак · f4 білий пішак · c3 білий кінь · a2 білий пішак · b2 білий пішак · c2 білий пішак · g2 білий пішак · h2 білий пішак · a1 біла тура · d1 білий ферзь · e1 білий король · f1 білий слон · h1 біла тура | a8 чорна тура · b8 чорний кінь · c8 чорний слон · d8 чорний ферзь · e8 чорний король · f8 чорний слон · h8 чорна тура · b7 чорний пішак · f7 чорний пішак · g7 чорний пішак · h7 чорний пішак · a6 чорний пішак · d6 чорний пішак · e6 чорний пішак · f6 чорний кінь · g5 білий слон · d4 білий кінь · e4 білий пішак · f4 білий пішак · c3 білий кінь · a2 білий пішак · b2 білий пішак · c2 білий пішак · g2 білий пішак · h2 білий пішак · a1 біла тура · d1 білий ферзь · e1 білий король · f1 білий слон · h1 біла тура | a8 чорна тура · b8 чорний кінь · c8 чорний слон · d8 чорний ферзь · e8 чорний король · f8 чорний слон · h8 чорна тура · b7 чорний пішак · f7 чорний пішак · g7 чорний пішак · h7 чорний пішак · a6 чорний пішак · d6 чорний пішак · e6 чорний пішак · f6 чорний кінь · g5 білий слон · d4 білий кінь · e4 білий пішак · f4 білий пішак · c3 білий кінь · a2 білий пішак · b2 білий пішак · c2 білий пішак · g2 білий пішак · h2 білий пішак · a1 біла тура · d1 білий ферзь · e1 білий король · f1 білий слон · h1 біла тура | a8 чорна тура · b8 чорний кінь · c8 чорний слон · d8 чорний ферзь · e8 чорний король · f8 чорний слон · h8 чорна тура · b7 чорний пішак · f7 чорний пішак · g7 чорний пішак · h7 чорний пішак · a6 чорний пішак · d6 чорний пішак · e6 чорний пішак · f6 чорний кінь · g5 білий слон · d4 білий кінь · e4 білий пішак · f4 білий пішак · c3 білий кінь · a2 білий пішак · b2 білий пішак · c2 білий пішак · g2 білий пішак · h2 білий пішак · a1 біла тура · d1 білий ферзь · e1 білий король · f1 білий слон · h1 біла тура | a8 чорна тура · b8 чорний кінь · c8 чорний слон · d8 чорний ферзь · e8 чорний король · f8 чорний слон · h8 чорна тура · b7 чорний пішак · f7 чорний пішак · g7 чорний пішак · h7 чорний пішак · a6 чорний пішак · d6 чорний пішак · e6 чорний пішак · f6 чорний кінь · g5 білий слон · d4 білий кінь · e4 білий пішак · f4 білий пішак · c3 білий кінь · a2 білий пішак · b2 білий пішак · c2 білий пішак · g2 білий пішак · h2 білий пішак · a1 біла тура · d1 білий ферзь · e1 білий король · f1 білий слон · h1 біла тура | a8 чорна тура · b8 чорний кінь · c8 чорний слон · d8 чорний ферзь · e8 чорний король · f8 чорний слон · h8 чорна тура · b7 чорний пішак · f7 чорний пішак · g7 чорний пішак · h7 чорний пішак · a6 чорний пішак · d6 чорний пішак · e6 чорний пішак · f6 чорний кінь · g5 білий слон · d4 білий кінь · e4 білий пішак · f4 білий пішак · c3 білий кінь · a2 білий пішак · b2 білий пішак · c2 білий пішак · g2 білий пішак · h2 білий пішак · a1 біла тура · d1 білий ферзь · e1 білий король · f1 білий слон · h1 біла тура | 4 |
| 3 | a8 чорна тура · b8 чорний кінь · c8 чорний слон · d8 чорний ферзь · e8 чорний король · f8 чорний слон · h8 чорна тура · b7 чорний пішак · f7 чорний пішак · g7 чорний пішак · h7 чорний пішак · a6 чорний пішак · d6 чорний пішак · e6 чорний пішак · f6 чорний кінь · g5 білий слон · d4 білий кінь · e4 білий пішак · f4 білий пішак · c3 білий кінь · a2 білий пішак · b2 білий пішак · c2 білий пішак · g2 білий пішак · h2 білий пішак · a1 біла тура · d1 білий ферзь · e1 білий король · f1 білий слон · h1 біла тура | a8 чорна тура · b8 чорний кінь · c8 чорний слон · d8 чорний ферзь · e8 чорний король · f8 чорний слон · h8 чорна тура · b7 чорний пішак · f7 чорний пішак · g7 чорний пішак · h7 чорний пішак · a6 чорний пішак · d6 чорний пішак · e6 чорний пішак · f6 чорний кінь · g5 білий слон · d4 білий кінь · e4 білий пішак · f4 білий пішак · c3 білий кінь · a2 білий пішак · b2 білий пішак · c2 білий пішак · g2 білий пішак · h2 білий пішак · a1 біла тура · d1 білий ферзь · e1 білий король · f1 білий слон · h1 біла тура | a8 чорна тура · b8 чорний кінь · c8 чорний слон · d8 чорний ферзь · e8 чорний король · f8 чорний слон · h8 чорна тура · b7 чорний пішак · f7 чорний пішак · g7 чорний пішак · h7 чорний пішак · a6 чорний пішак · d6 чорний пішак · e6 чорний пішак · f6 чорний кінь · g5 білий слон · d4 білий кінь · e4 білий пішак · f4 білий пішак · c3 білий кінь · a2 білий пішак · b2 білий пішак · c2 білий пішак · g2 білий пішак · h2 білий пішак · a1 біла тура · d1 білий ферзь · e1 білий король · f1 білий слон · h1 біла тура | a8 чорна тура · b8 чорний кінь · c8 чорний слон · d8 чорний ферзь · e8 чорний король · f8 чорний слон · h8 чорна тура · b7 чорний пішак · f7 чорний пішак · g7 чорний пішак · h7 чорний пішак · a6 чорний пішак · d6 чорний пішак · e6 чорний пішак · f6 чорний кінь · g5 білий слон · d4 білий кінь · e4 білий пішак · f4 білий пішак · c3 білий кінь · a2 білий пішак · b2 білий пішак · c2 білий пішак · g2 білий пішак · h2 білий пішак · a1 біла тура · d1 білий ферзь · e1 білий король · f1 білий слон · h1 біла тура | a8 чорна тура · b8 чорний кінь · c8 чорний слон · d8 чорний ферзь · e8 чорний король · f8 чорний слон · h8 чорна тура · b7 чорний пішак · f7 чорний пішак · g7 чорний пішак · h7 чорний пішак · a6 чорний пішак · d6 чорний пішак · e6 чорний пішак · f6 чорний кінь · g5 білий слон · d4 білий кінь · e4 білий пішак · f4 білий пішак · c3 білий кінь · a2 білий пішак · b2 білий пішак · c2 білий пішак · g2 білий пішак · h2 білий пішак · a1 біла тура · d1 білий ферзь · e1 білий король · f1 білий слон · h1 біла тура | a8 чорна тура · b8 чорний кінь · c8 чорний слон · d8 чорний ферзь · e8 чорний король · f8 чорний слон · h8 чорна тура · b7 чорний пішак · f7 чорний пішак · g7 чорний пішак · h7 чорний пішак · a6 чорний пішак · d6 чорний пішак · e6 чорний пішак · f6 чорний кінь · g5 білий слон · d4 білий кінь · e4 білий пішак · f4 білий пішак · c3 білий кінь · a2 білий пішак · b2 білий пішак · c2 білий пішак · g2 білий пішак · h2 білий пішак · a1 біла тура · d1 білий ферзь · e1 білий король · f1 білий слон · h1 біла тура | a8 чорна тура · b8 чорний кінь · c8 чорний слон · d8 чорний ферзь · e8 чорний король · f8 чорний слон · h8 чорна тура · b7 чорний пішак · f7 чорний пішак · g7 чорний пішак · h7 чорний пішак · a6 чорний пішак · d6 чорний пішак · e6 чорний пішак · f6 чорний кінь · g5 білий слон · d4 білий кінь · e4 білий пішак · f4 білий пішак · c3 білий кінь · a2 білий пішак · b2 білий пішак · c2 білий пішак · g2 білий пішак · h2 білий пішак · a1 біла тура · d1 білий ферзь · e1 білий король · f1 білий слон · h1 біла тура | a8 чорна тура · b8 чорний кінь · c8 чорний слон · d8 чорний ферзь · e8 чорний король · f8 чорний слон · h8 чорна тура · b7 чорний пішак · f7 чорний пішак · g7 чорний пішак · h7 чорний пішак · a6 чорний пішак · d6 чорний пішак · e6 чорний пішак · f6 чорний кінь · g5 білий слон · d4 білий кінь · e4 білий пішак · f4 білий пішак · c3 білий кінь · a2 білий пішак · b2 білий пішак · c2 білий пішак · g2 білий пішак · h2 білий пішак · a1 біла тура · d1 білий ферзь · e1 білий король · f1 білий слон · h1 біла тура | 3 |
| 2 | a8 чорна тура · b8 чорний кінь · c8 чорний слон · d8 чорний ферзь · e8 чорний король · f8 чорний слон · h8 чорна тура · b7 чорний пішак · f7 чорний пішак · g7 чорний пішак · h7 чорний пішак · a6 чорний пішак · d6 чорний пішак · e6 чорний пішак · f6 чорний кінь · g5 білий слон · d4 білий кінь · e4 білий пішак · f4 білий пішак · c3 білий кінь · a2 білий пішак · b2 білий пішак · c2 білий пішак · g2 білий пішак · h2 білий пішак · a1 біла тура · d1 білий ферзь · e1 білий король · f1 білий слон · h1 біла тура | a8 чорна тура · b8 чорний кінь · c8 чорний слон · d8 чорний ферзь · e8 чорний король · f8 чорний слон · h8 чорна тура · b7 чорний пішак · f7 чорний пішак · g7 чорний пішак · h7 чорний пішак · a6 чорний пішак · d6 чорний пішак · e6 чорний пішак · f6 чорний кінь · g5 білий слон · d4 білий кінь · e4 білий пішак · f4 білий пішак · c3 білий кінь · a2 білий пішак · b2 білий пішак · c2 білий пішак · g2 білий пішак · h2 білий пішак · a1 біла тура · d1 білий ферзь · e1 білий король · f1 білий слон · h1 біла тура | a8 чорна тура · b8 чорний кінь · c8 чорний слон · d8 чорний ферзь · e8 чорний король · f8 чорний слон · h8 чорна тура · b7 чорний пішак · f7 чорний пішак · g7 чорний пішак · h7 чорний пішак · a6 чорний пішак · d6 чорний пішак · e6 чорний пішак · f6 чорний кінь · g5 білий слон · d4 білий кінь · e4 білий пішак · f4 білий пішак · c3 білий кінь · a2 білий пішак · b2 білий пішак · c2 білий пішак · g2 білий пішак · h2 білий пішак · a1 біла тура · d1 білий ферзь · e1 білий король · f1 білий слон · h1 біла тура | a8 чорна тура · b8 чорний кінь · c8 чорний слон · d8 чорний ферзь · e8 чорний король · f8 чорний слон · h8 чорна тура · b7 чорний пішак · f7 чорний пішак · g7 чорний пішак · h7 чорний пішак · a6 чорний пішак · d6 чорний пішак · e6 чорний пішак · f6 чорний кінь · g5 білий слон · d4 білий кінь · e4 білий пішак · f4 білий пішак · c3 білий кінь · a2 білий пішак · b2 білий пішак · c2 білий пішак · g2 білий пішак · h2 білий пішак · a1 біла тура · d1 білий ферзь · e1 білий король · f1 білий слон · h1 біла тура | a8 чорна тура · b8 чорний кінь · c8 чорний слон · d8 чорний ферзь · e8 чорний король · f8 чорний слон · h8 чорна тура · b7 чорний пішак · f7 чорний пішак · g7 чорний пішак · h7 чорний пішак · a6 чорний пішак · d6 чорний пішак · e6 чорний пішак · f6 чорний кінь · g5 білий слон · d4 білий кінь · e4 білий пішак · f4 білий пішак · c3 білий кінь · a2 білий пішак · b2 білий пішак · c2 білий пішак · g2 білий пішак · h2 білий пішак · a1 біла тура · d1 білий ферзь · e1 білий король · f1 білий слон · h1 біла тура | a8 чорна тура · b8 чорний кінь · c8 чорний слон · d8 чорний ферзь · e8 чорний король · f8 чорний слон · h8 чорна тура · b7 чорний пішак · f7 чорний пішак · g7 чорний пішак · h7 чорний пішак · a6 чорний пішак · d6 чорний пішак · e6 чорний пішак · f6 чорний кінь · g5 білий слон · d4 білий кінь · e4 білий пішак · f4 білий пішак · c3 білий кінь · a2 білий пішак · b2 білий пішак · c2 білий пішак · g2 білий пішак · h2 білий пішак · a1 біла тура · d1 білий ферзь · e1 білий король · f1 білий слон · h1 біла тура | a8 чорна тура · b8 чорний кінь · c8 чорний слон · d8 чорний ферзь · e8 чорний король · f8 чорний слон · h8 чорна тура · b7 чорний пішак · f7 чорний пішак · g7 чорний пішак · h7 чорний пішак · a6 чорний пішак · d6 чорний пішак · e6 чорний пішак · f6 чорний кінь · g5 білий слон · d4 білий кінь · e4 білий пішак · f4 білий пішак · c3 білий кінь · a2 білий пішак · b2 білий пішак · c2 білий пішак · g2 білий пішак · h2 білий пішак · a1 біла тура · d1 білий ферзь · e1 білий король · f1 білий слон · h1 біла тура | a8 чорна тура · b8 чорний кінь · c8 чорний слон · d8 чорний ферзь · e8 чорний король · f8 чорний слон · h8 чорна тура · b7 чорний пішак · f7 чорний пішак · g7 чорний пішак · h7 чорний пішак · a6 чорний пішак · d6 чорний пішак · e6 чорний пішак · f6 чорний кінь · g5 білий слон · d4 білий кінь · e4 білий пішак · f4 білий пішак · c3 білий кінь · a2 білий пішак · b2 білий пішак · c2 білий пішак · g2 білий пішак · h2 білий пішак · a1 біла тура · d1 білий ферзь · e1 білий король · f1 білий слон · h1 біла тура | 2 |
| 1 | a8 чорна тура · b8 чорний кінь · c8 чорний слон · d8 чорний ферзь · e8 чорний король · f8 чорний слон · h8 чорна тура · b7 чорний пішак · f7 чорний пішак · g7 чорний пішак · h7 чорний пішак · a6 чорний пішак · d6 чорний пішак · e6 чорний пішак · f6 чорний кінь · g5 білий слон · d4 білий кінь · e4 білий пішак · f4 білий пішак · c3 білий кінь · a2 білий пішак · b2 білий пішак · c2 білий пішак · g2 білий пішак · h2 білий пішак · a1 біла тура · d1 білий ферзь · e1 білий король · f1 білий слон · h1 біла тура | a8 чорна тура · b8 чорний кінь · c8 чорний слон · d8 чорний ферзь · e8 чорний король · f8 чорний слон · h8 чорна тура · b7 чорний пішак · f7 чорний пішак · g7 чорний пішак · h7 чорний пішак · a6 чорний пішак · d6 чорний пішак · e6 чорний пішак · f6 чорний кінь · g5 білий слон · d4 білий кінь · e4 білий пішак · f4 білий пішак · c3 білий кінь · a2 білий пішак · b2 білий пішак · c2 білий пішак · g2 білий пішак · h2 білий пішак · a1 біла тура · d1 білий ферзь · e1 білий король · f1 білий слон · h1 біла тура | a8 чорна тура · b8 чорний кінь · c8 чорний слон · d8 чорний ферзь · e8 чорний король · f8 чорний слон · h8 чорна тура · b7 чорний пішак · f7 чорний пішак · g7 чорний пішак · h7 чорний пішак · a6 чорний пішак · d6 чорний пішак · e6 чорний пішак · f6 чорний кінь · g5 білий слон · d4 білий кінь · e4 білий пішак · f4 білий пішак · c3 білий кінь · a2 білий пішак · b2 білий пішак · c2 білий пішак · g2 білий пішак · h2 білий пішак · a1 біла тура · d1 білий ферзь · e1 білий король · f1 білий слон · h1 біла тура | a8 чорна тура · b8 чорний кінь · c8 чорний слон · d8 чорний ферзь · e8 чорний король · f8 чорний слон · h8 чорна тура · b7 чорний пішак · f7 чорний пішак · g7 чорний пішак · h7 чорний пішак · a6 чорний пішак · d6 чорний пішак · e6 чорний пішак · f6 чорний кінь · g5 білий слон · d4 білий кінь · e4 білий пішак · f4 білий пішак · c3 білий кінь · a2 білий пішак · b2 білий пішак · c2 білий пішак · g2 білий пішак · h2 білий пішак · a1 біла тура · d1 білий ферзь · e1 білий король · f1 білий слон · h1 біла тура | a8 чорна тура · b8 чорний кінь · c8 чорний слон · d8 чорний ферзь · e8 чорний король · f8 чорний слон · h8 чорна тура · b7 чорний пішак · f7 чорний пішак · g7 чорний пішак · h7 чорний пішак · a6 чорний пішак · d6 чорний пішак · e6 чорний пішак · f6 чорний кінь · g5 білий слон · d4 білий кінь · e4 білий пішак · f4 білий пішак · c3 білий кінь · a2 білий пішак · b2 білий пішак · c2 білий пішак · g2 білий пішак · h2 білий пішак · a1 біла тура · d1 білий ферзь · e1 білий король · f1 білий слон · h1 біла тура | a8 чорна тура · b8 чорний кінь · c8 чорний слон · d8 чорний ферзь · e8 чорний король · f8 чорний слон · h8 чорна тура · b7 чорний пішак · f7 чорний пішак · g7 чорний пішак · h7 чорний пішак · a6 чорний пішак · d6 чорний пішак · e6 чорний пішак · f6 чорний кінь · g5 білий слон · d4 білий кінь · e4 білий пішак · f4 білий пішак · c3 білий кінь · a2 білий пішак · b2 білий пішак · c2 білий пішак · g2 білий пішак · h2 білий пішак · a1 біла тура · d1 білий ферзь · e1 білий король · f1 білий слон · h1 біла тура | a8 чорна тура · b8 чорний кінь · c8 чорний слон · d8 чорний ферзь · e8 чорний король · f8 чорний слон · h8 чорна тура · b7 чорний пішак · f7 чорний пішак · g7 чорний пішак · h7 чорний пішак · a6 чорний пішак · d6 чорний пішак · e6 чорний пішак · f6 чорний кінь · g5 білий слон · d4 білий кінь · e4 білий пішак · f4 білий пішак · c3 білий кінь · a2 білий пішак · b2 білий пішак · c2 білий пішак · g2 білий пішак · h2 білий пішак · a1 біла тура · d1 білий ферзь · e1 білий король · f1 білий слон · h1 біла тура | a8 чорна тура · b8 чорний кінь · c8 чорний слон · d8 чорний ферзь · e8 чорний король · f8 чорний слон · h8 чорна тура · b7 чорний пішак · f7 чорний пішак · g7 чорний пішак · h7 чорний пішак · a6 чорний пішак · d6 чорний пішак · e6 чорний пішак · f6 чорний кінь · g5 білий слон · d4 білий кінь · e4 білий пішак · f4 білий пішак · c3 білий кінь · a2 білий пішак · b2 білий пішак · c2 білий пішак · g2 білий пішак · h2 білий пішак · a1 біла тура · d1 білий ферзь · e1 білий король · f1 білий слон · h1 біла тура | 1 |
|   | a | b | c | d | e | f | g | h |   |

У ранні дні Найдорфа, популярним продовженням за білих було 7.Qf3, але відповідь 7…h6 не дозволяла білим отримати жодної переваги. В наш час, білі майже завжди використовують 7. f4 як основний варіант в Найдорфі із ідеєю наступного 8.е5, на що у чорних є кілька варіантів відповіді:
- 7. . . Be7 8. Qf3 із можливими продовженнями:
  - 8. . . Qc7 9. 0-0-0 Nbd7. Цей варіант називається «старим класичним варіантом». У цей момент білі зазвичай відповідають 10.g4 або 10. Bd3. Кожен з цих ходів ретельно досліджувався у теорії шахових дебютів.
  - 8 … h6 9. Bh4 g5. Це продовження відоме як Аргентинський / Готеборзький варіант. Вперше його застосували в 14-му турі міжзонального турніру в Готебозрі 1955 року аргентинські гравці Панно, Пільник і Найдорф, які протистояли радянським гросмейстерам Геллеру, Спаському і Кересу. Вказані ігри проходили наступним чином: 10.fxg5 Nfd7 (чорні мають на меті спрямувати коня на e5, а потім захистити його іншим конем через d7 або c6) 11. Nxe6 !? (знахідка Юхима Геллера) 11 … fxe6 12. Qh5 + Kf8 13. Bb5. Тут Панно зіграв 13. . . Ne5, тоді як Пільник і Найдорф вибрали 13. . . Kg7; однак усі троє аргентинських гравців програли через декілька ходів, через що деякий час ця лінія вважалася спростованою. У 1958 році Боббі Фішер зіграв 13. . . Rh7! Проти Светозара Глігоріча на Міжзональному турнірі в Порторожі у критичній грі останнього туру. Згідно з сучасною теорією дебютів, ця позиція в найкращому випадку є нічийною для білих. Після 11. Bg3. чорні можуть піти конем на 11. . . Ne5, білі заблокують пішака ходом 12. Qh5, чорні можуть взяти пішака g5, що призведе до розміну коней 12. . . . Bxg5 13. Nf3 Nxf3 14. Qxf3
- 7. . . Qb6 один з найпопулярніших варіантів на професійному рівні.
  - 8. Qd2 дає складну комбінацію із отруєним пішаком : 8. . . Qxb2 9. Rb1 (9. Nb3 — інший менш поширений варіант) 9. . . Qa3 і тут білі грали як 10.f5, так і 10.e5. І те, і інше призводить до надзвичайно гострої гри, де найменша неточність може стати фатальною. Починаючи з 2006 року, коли його було зіграно у кількох іграх високого рівня, хід 10.e5 став дуже популярним. Теоретично, цей хід розглядається як єдина спроба білих зіграти на перемогу проти Варіації із отруєним пішаком, оскільки всі інші варіації (включаючи інший хід пішаком, 10.f5), дають в аналізі нічию. Прикладом може слугувати гра Вальєхо Понс — Каспаров, (Москва 2004).[2] який було називано «типовим сучасним гросмейстерським розіграшем!» самим Каспаровим у його книзі Дебютна революція 70-х.
  - 8. Nb3 Білі обирають спокійну гру, але чорним немає про що турбуватися: після 8. . . Be7 9. Qf3 Nbd7 10.0-0-0 Qc7 вони мають позицію дуже подібну до «старого класичного варіанту», який було згадано вище. Без коня на d4 білим буде дуже важко організувати атаку.
  - 8. a3 — більш складна відповідь за білих. Вони захищають пішака опосередковано: після 8. . . Qxb2 ?? відповідь 9. Na4! призводить до виграшу ферзя. Чорні зазвичай грають 8. . . Nc6, хоча 8. . . Nbd7 дає подібні результати. Продовження з 8.a3 інколи зустрічається у іграх гросмейстерів.
- 7 … b5 — ультра-гостра варіація Полугаєвського.[3] Чорні ігнорують загрозу з боку білих і посилюють свої позиції на ферзевому фланзі. 8.e5 dxe5 9.fxe5 Qc7 — тут білі або грають 10.exf6 Qe5 + 11. Be2 Qxg5 або 10. Qe2 Nfd7 11,0-0-0 Bb7.
- 7. . . Qc7 — цей хід інколи використовував Гаррі Каспаров, перш ніж почав використовувати виключно 7. . . Qb6.
- 7. . . Nbd7 -цей хід популяризував Борис Гельфанд.
- 7. . . Nc6 ?! є ризикованим продовженням через відповідь білих: 8.e5!
- 7 … h6 !? — відкладена варіація із отруєним пішаком. На даний момент ця варіація дуже популярна. Варіація 8. Bh4 Qb6 9.a3 була зіграна двічі в Лондонській шаховій класиці 2016 року (Каруана — Накамура і Накамура — Вашє-Лаграв[4]), при цьому білі виграли обидві партії.

#### «Вдосконалена стратегія»: 6. . . Nbd7
|   | a | b | c | d | e | f | g | h |   |
| 8 | a8 чорна тура · c8 чорний слон · d8 чорний ферзь · e8 чорний король · f8 чорний слон · h8 чорна тура · b7 чорний пішак · d7 чорний кінь · e7 чорний пішак · f7 чорний пішак · g7 чорний пішак · h7 чорний пішак · a6 чорний пішак · d6 чорний пішак · f6 чорний кінь · g5 білий слон · c4 білий слон · d4 білий кінь · e4 білий пішак · c3 білий кінь · a2 білий пішак · b2 білий пішак · c2 білий пішак · f2 білий пішак · g2 білий пішак · h2 білий пішак · a1 біла тура · d1 білий ферзь · e1 білий король · h1 біла тура | a8 чорна тура · c8 чорний слон · d8 чорний ферзь · e8 чорний король · f8 чорний слон · h8 чорна тура · b7 чорний пішак · d7 чорний кінь · e7 чорний пішак · f7 чорний пішак · g7 чорний пішак · h7 чорний пішак · a6 чорний пішак · d6 чорний пішак · f6 чорний кінь · g5 білий слон · c4 білий слон · d4 білий кінь · e4 білий пішак · c3 білий кінь · a2 білий пішак · b2 білий пішак · c2 білий пішак · f2 білий пішак · g2 білий пішак · h2 білий пішак · a1 біла тура · d1 білий ферзь · e1 білий король · h1 біла тура | a8 чорна тура · c8 чорний слон · d8 чорний ферзь · e8 чорний король · f8 чорний слон · h8 чорна тура · b7 чорний пішак · d7 чорний кінь · e7 чорний пішак · f7 чорний пішак · g7 чорний пішак · h7 чорний пішак · a6 чорний пішак · d6 чорний пішак · f6 чорний кінь · g5 білий слон · c4 білий слон · d4 білий кінь · e4 білий пішак · c3 білий кінь · a2 білий пішак · b2 білий пішак · c2 білий пішак · f2 білий пішак · g2 білий пішак · h2 білий пішак · a1 біла тура · d1 білий ферзь · e1 білий король · h1 біла тура | a8 чорна тура · c8 чорний слон · d8 чорний ферзь · e8 чорний король · f8 чорний слон · h8 чорна тура · b7 чорний пішак · d7 чорний кінь · e7 чорний пішак · f7 чорний пішак · g7 чорний пішак · h7 чорний пішак · a6 чорний пішак · d6 чорний пішак · f6 чорний кінь · g5 білий слон · c4 білий слон · d4 білий кінь · e4 білий пішак · c3 білий кінь · a2 білий пішак · b2 білий пішак · c2 білий пішак · f2 білий пішак · g2 білий пішак · h2 білий пішак · a1 біла тура · d1 білий ферзь · e1 білий король · h1 біла тура | a8 чорна тура · c8 чорний слон · d8 чорний ферзь · e8 чорний король · f8 чорний слон · h8 чорна тура · b7 чорний пішак · d7 чорний кінь · e7 чорний пішак · f7 чорний пішак · g7 чорний пішак · h7 чорний пішак · a6 чорний пішак · d6 чорний пішак · f6 чорний кінь · g5 білий слон · c4 білий слон · d4 білий кінь · e4 білий пішак · c3 білий кінь · a2 білий пішак · b2 білий пішак · c2 білий пішак · f2 білий пішак · g2 білий пішак · h2 білий пішак · a1 біла тура · d1 білий ферзь · e1 білий король · h1 біла тура | a8 чорна тура · c8 чорний слон · d8 чорний ферзь · e8 чорний король · f8 чорний слон · h8 чорна тура · b7 чорний пішак · d7 чорний кінь · e7 чорний пішак · f7 чорний пішак · g7 чорний пішак · h7 чорний пішак · a6 чорний пішак · d6 чорний пішак · f6 чорний кінь · g5 білий слон · c4 білий слон · d4 білий кінь · e4 білий пішак · c3 білий кінь · a2 білий пішак · b2 білий пішак · c2 білий пішак · f2 білий пішак · g2 білий пішак · h2 білий пішак · a1 біла тура · d1 білий ферзь · e1 білий король · h1 біла тура | a8 чорна тура · c8 чорний слон · d8 чорний ферзь · e8 чорний король · f8 чорний слон · h8 чорна тура · b7 чорний пішак · d7 чорний кінь · e7 чорний пішак · f7 чорний пішак · g7 чорний пішак · h7 чорний пішак · a6 чорний пішак · d6 чорний пішак · f6 чорний кінь · g5 білий слон · c4 білий слон · d4 білий кінь · e4 білий пішак · c3 білий кінь · a2 білий пішак · b2 білий пішак · c2 білий пішак · f2 білий пішак · g2 білий пішак · h2 білий пішак · a1 біла тура · d1 білий ферзь · e1 білий король · h1 біла тура | a8 чорна тура · c8 чорний слон · d8 чорний ферзь · e8 чорний король · f8 чорний слон · h8 чорна тура · b7 чорний пішак · d7 чорний кінь · e7 чорний пішак · f7 чорний пішак · g7 чорний пішак · h7 чорний пішак · a6 чорний пішак · d6 чорний пішак · f6 чорний кінь · g5 білий слон · c4 білий слон · d4 білий кінь · e4 білий пішак · c3 білий кінь · a2 білий пішак · b2 білий пішак · c2 білий пішак · f2 білий пішак · g2 білий пішак · h2 білий пішак · a1 біла тура · d1 білий ферзь · e1 білий король · h1 біла тура | 8 |
| 7 | a8 чорна тура · c8 чорний слон · d8 чорний ферзь · e8 чорний король · f8 чорний слон · h8 чорна тура · b7 чорний пішак · d7 чорний кінь · e7 чорний пішак · f7 чорний пішак · g7 чорний пішак · h7 чорний пішак · a6 чорний пішак · d6 чорний пішак · f6 чорний кінь · g5 білий слон · c4 білий слон · d4 білий кінь · e4 білий пішак · c3 білий кінь · a2 білий пішак · b2 білий пішак · c2 білий пішак · f2 білий пішак · g2 білий пішак · h2 білий пішак · a1 біла тура · d1 білий ферзь · e1 білий король · h1 біла тура | a8 чорна тура · c8 чорний слон · d8 чорний ферзь · e8 чорний король · f8 чорний слон · h8 чорна тура · b7 чорний пішак · d7 чорний кінь · e7 чорний пішак · f7 чорний пішак · g7 чорний пішак · h7 чорний пішак · a6 чорний пішак · d6 чорний пішак · f6 чорний кінь · g5 білий слон · c4 білий слон · d4 білий кінь · e4 білий пішак · c3 білий кінь · a2 білий пішак · b2 білий пішак · c2 білий пішак · f2 білий пішак · g2 білий пішак · h2 білий пішак · a1 біла тура · d1 білий ферзь · e1 білий король · h1 біла тура | a8 чорна тура · c8 чорний слон · d8 чорний ферзь · e8 чорний король · f8 чорний слон · h8 чорна тура · b7 чорний пішак · d7 чорний кінь · e7 чорний пішак · f7 чорний пішак · g7 чорний пішак · h7 чорний пішак · a6 чорний пішак · d6 чорний пішак · f6 чорний кінь · g5 білий слон · c4 білий слон · d4 білий кінь · e4 білий пішак · c3 білий кінь · a2 білий пішак · b2 білий пішак · c2 білий пішак · f2 білий пішак · g2 білий пішак · h2 білий пішак · a1 біла тура · d1 білий ферзь · e1 білий король · h1 біла тура | a8 чорна тура · c8 чорний слон · d8 чорний ферзь · e8 чорний король · f8 чорний слон · h8 чорна тура · b7 чорний пішак · d7 чорний кінь · e7 чорний пішак · f7 чорний пішак · g7 чорний пішак · h7 чорний пішак · a6 чорний пішак · d6 чорний пішак · f6 чорний кінь · g5 білий слон · c4 білий слон · d4 білий кінь · e4 білий пішак · c3 білий кінь · a2 білий пішак · b2 білий пішак · c2 білий пішак · f2 білий пішак · g2 білий пішак · h2 білий пішак · a1 біла тура · d1 білий ферзь · e1 білий король · h1 біла тура | a8 чорна тура · c8 чорний слон · d8 чорний ферзь · e8 чорний король · f8 чорний слон · h8 чорна тура · b7 чорний пішак · d7 чорний кінь · e7 чорний пішак · f7 чорний пішак · g7 чорний пішак · h7 чорний пішак · a6 чорний пішак · d6 чорний пішак · f6 чорний кінь · g5 білий слон · c4 білий слон · d4 білий кінь · e4 білий пішак · c3 білий кінь · a2 білий пішак · b2 білий пішак · c2 білий пішак · f2 білий пішак · g2 білий пішак · h2 білий пішак · a1 біла тура · d1 білий ферзь · e1 білий король · h1 біла тура | a8 чорна тура · c8 чорний слон · d8 чорний ферзь · e8 чорний король · f8 чорний слон · h8 чорна тура · b7 чорний пішак · d7 чорний кінь · e7 чорний пішак · f7 чорний пішак · g7 чорний пішак · h7 чорний пішак · a6 чорний пішак · d6 чорний пішак · f6 чорний кінь · g5 білий слон · c4 білий слон · d4 білий кінь · e4 білий пішак · c3 білий кінь · a2 білий пішак · b2 білий пішак · c2 білий пішак · f2 білий пішак · g2 білий пішак · h2 білий пішак · a1 біла тура · d1 білий ферзь · e1 білий король · h1 біла тура | a8 чорна тура · c8 чорний слон · d8 чорний ферзь · e8 чорний король · f8 чорний слон · h8 чорна тура · b7 чорний пішак · d7 чорний кінь · e7 чорний пішак · f7 чорний пішак · g7 чорний пішак · h7 чорний пішак · a6 чорний пішак · d6 чорний пішак · f6 чорний кінь · g5 білий слон · c4 білий слон · d4 білий кінь · e4 білий пішак · c3 білий кінь · a2 білий пішак · b2 білий пішак · c2 білий пішак · f2 білий пішак · g2 білий пішак · h2 білий пішак · a1 біла тура · d1 білий ферзь · e1 білий король · h1 біла тура | a8 чорна тура · c8 чорний слон · d8 чорний ферзь · e8 чорний король · f8 чорний слон · h8 чорна тура · b7 чорний пішак · d7 чорний кінь · e7 чорний пішак · f7 чорний пішак · g7 чорний пішак · h7 чорний пішак · a6 чорний пішак · d6 чорний пішак · f6 чорний кінь · g5 білий слон · c4 білий слон · d4 білий кінь · e4 білий пішак · c3 білий кінь · a2 білий пішак · b2 білий пішак · c2 білий пішак · f2 білий пішак · g2 білий пішак · h2 білий пішак · a1 біла тура · d1 білий ферзь · e1 білий король · h1 біла тура | 7 |
| 6 | a8 чорна тура · c8 чорний слон · d8 чорний ферзь · e8 чорний король · f8 чорний слон · h8 чорна тура · b7 чорний пішак · d7 чорний кінь · e7 чорний пішак · f7 чорний пішак · g7 чорний пішак · h7 чорний пішак · a6 чорний пішак · d6 чорний пішак · f6 чорний кінь · g5 білий слон · c4 білий слон · d4 білий кінь · e4 білий пішак · c3 білий кінь · a2 білий пішак · b2 білий пішак · c2 білий пішак · f2 білий пішак · g2 білий пішак · h2 білий пішак · a1 біла тура · d1 білий ферзь · e1 білий король · h1 біла тура | a8 чорна тура · c8 чорний слон · d8 чорний ферзь · e8 чорний король · f8 чорний слон · h8 чорна тура · b7 чорний пішак · d7 чорний кінь · e7 чорний пішак · f7 чорний пішак · g7 чорний пішак · h7 чорний пішак · a6 чорний пішак · d6 чорний пішак · f6 чорний кінь · g5 білий слон · c4 білий слон · d4 білий кінь · e4 білий пішак · c3 білий кінь · a2 білий пішак · b2 білий пішак · c2 білий пішак · f2 білий пішак · g2 білий пішак · h2 білий пішак · a1 біла тура · d1 білий ферзь · e1 білий король · h1 біла тура | a8 чорна тура · c8 чорний слон · d8 чорний ферзь · e8 чорний король · f8 чорний слон · h8 чорна тура · b7 чорний пішак · d7 чорний кінь · e7 чорний пішак · f7 чорний пішак · g7 чорний пішак · h7 чорний пішак · a6 чорний пішак · d6 чорний пішак · f6 чорний кінь · g5 білий слон · c4 білий слон · d4 білий кінь · e4 білий пішак · c3 білий кінь · a2 білий пішак · b2 білий пішак · c2 білий пішак · f2 білий пішак · g2 білий пішак · h2 білий пішак · a1 біла тура · d1 білий ферзь · e1 білий король · h1 біла тура | a8 чорна тура · c8 чорний слон · d8 чорний ферзь · e8 чорний король · f8 чорний слон · h8 чорна тура · b7 чорний пішак · d7 чорний кінь · e7 чорний пішак · f7 чорний пішак · g7 чорний пішак · h7 чорний пішак · a6 чорний пішак · d6 чорний пішак · f6 чорний кінь · g5 білий слон · c4 білий слон · d4 білий кінь · e4 білий пішак · c3 білий кінь · a2 білий пішак · b2 білий пішак · c2 білий пішак · f2 білий пішак · g2 білий пішак · h2 білий пішак · a1 біла тура · d1 білий ферзь · e1 білий король · h1 біла тура | a8 чорна тура · c8 чорний слон · d8 чорний ферзь · e8 чорний король · f8 чорний слон · h8 чорна тура · b7 чорний пішак · d7 чорний кінь · e7 чорний пішак · f7 чорний пішак · g7 чорний пішак · h7 чорний пішак · a6 чорний пішак · d6 чорний пішак · f6 чорний кінь · g5 білий слон · c4 білий слон · d4 білий кінь · e4 білий пішак · c3 білий кінь · a2 білий пішак · b2 білий пішак · c2 білий пішак · f2 білий пішак · g2 білий пішак · h2 білий пішак · a1 біла тура · d1 білий ферзь · e1 білий король · h1 біла тура | a8 чорна тура · c8 чорний слон · d8 чорний ферзь · e8 чорний король · f8 чорний слон · h8 чорна тура · b7 чорний пішак · d7 чорний кінь · e7 чорний пішак · f7 чорний пішак · g7 чорний пішак · h7 чорний пішак · a6 чорний пішак · d6 чорний пішак · f6 чорний кінь · g5 білий слон · c4 білий слон · d4 білий кінь · e4 білий пішак · c3 білий кінь · a2 білий пішак · b2 білий пішак · c2 білий пішак · f2 білий пішак · g2 білий пішак · h2 білий пішак · a1 біла тура · d1 білий ферзь · e1 білий король · h1 біла тура | a8 чорна тура · c8 чорний слон · d8 чорний ферзь · e8 чорний король · f8 чорний слон · h8 чорна тура · b7 чорний пішак · d7 чорний кінь · e7 чорний пішак · f7 чорний пішак · g7 чорний пішак · h7 чорний пішак · a6 чорний пішак · d6 чорний пішак · f6 чорний кінь · g5 білий слон · c4 білий слон · d4 білий кінь · e4 білий пішак · c3 білий кінь · a2 білий пішак · b2 білий пішак · c2 білий пішак · f2 білий пішак · g2 білий пішак · h2 білий пішак · a1 біла тура · d1 білий ферзь · e1 білий король · h1 біла тура | a8 чорна тура · c8 чорний слон · d8 чорний ферзь · e8 чорний король · f8 чорний слон · h8 чорна тура · b7 чорний пішак · d7 чорний кінь · e7 чорний пішак · f7 чорний пішак · g7 чорний пішак · h7 чорний пішак · a6 чорний пішак · d6 чорний пішак · f6 чорний кінь · g5 білий слон · c4 білий слон · d4 білий кінь · e4 білий пішак · c3 білий кінь · a2 білий пішак · b2 білий пішак · c2 білий пішак · f2 білий пішак · g2 білий пішак · h2 білий пішак · a1 біла тура · d1 білий ферзь · e1 білий король · h1 біла тура | 6 |
| 5 | a8 чорна тура · c8 чорний слон · d8 чорний ферзь · e8 чорний король · f8 чорний слон · h8 чорна тура · b7 чорний пішак · d7 чорний кінь · e7 чорний пішак · f7 чорний пішак · g7 чорний пішак · h7 чорний пішак · a6 чорний пішак · d6 чорний пішак · f6 чорний кінь · g5 білий слон · c4 білий слон · d4 білий кінь · e4 білий пішак · c3 білий кінь · a2 білий пішак · b2 білий пішак · c2 білий пішак · f2 білий пішак · g2 білий пішак · h2 білий пішак · a1 біла тура · d1 білий ферзь · e1 білий король · h1 біла тура | a8 чорна тура · c8 чорний слон · d8 чорний ферзь · e8 чорний король · f8 чорний слон · h8 чорна тура · b7 чорний пішак · d7 чорний кінь · e7 чорний пішак · f7 чорний пішак · g7 чорний пішак · h7 чорний пішак · a6 чорний пішак · d6 чорний пішак · f6 чорний кінь · g5 білий слон · c4 білий слон · d4 білий кінь · e4 білий пішак · c3 білий кінь · a2 білий пішак · b2 білий пішак · c2 білий пішак · f2 білий пішак · g2 білий пішак · h2 білий пішак · a1 біла тура · d1 білий ферзь · e1 білий король · h1 біла тура | a8 чорна тура · c8 чорний слон · d8 чорний ферзь · e8 чорний король · f8 чорний слон · h8 чорна тура · b7 чорний пішак · d7 чорний кінь · e7 чорний пішак · f7 чорний пішак · g7 чорний пішак · h7 чорний пішак · a6 чорний пішак · d6 чорний пішак · f6 чорний кінь · g5 білий слон · c4 білий слон · d4 білий кінь · e4 білий пішак · c3 білий кінь · a2 білий пішак · b2 білий пішак · c2 білий пішак · f2 білий пішак · g2 білий пішак · h2 білий пішак · a1 біла тура · d1 білий ферзь · e1 білий король · h1 біла тура | a8 чорна тура · c8 чорний слон · d8 чорний ферзь · e8 чорний король · f8 чорний слон · h8 чорна тура · b7 чорний пішак · d7 чорний кінь · e7 чорний пішак · f7 чорний пішак · g7 чорний пішак · h7 чорний пішак · a6 чорний пішак · d6 чорний пішак · f6 чорний кінь · g5 білий слон · c4 білий слон · d4 білий кінь · e4 білий пішак · c3 білий кінь · a2 білий пішак · b2 білий пішак · c2 білий пішак · f2 білий пішак · g2 білий пішак · h2 білий пішак · a1 біла тура · d1 білий ферзь · e1 білий король · h1 біла тура | a8 чорна тура · c8 чорний слон · d8 чорний ферзь · e8 чорний король · f8 чорний слон · h8 чорна тура · b7 чорний пішак · d7 чорний кінь · e7 чорний пішак · f7 чорний пішак · g7 чорний пішак · h7 чорний пішак · a6 чорний пішак · d6 чорний пішак · f6 чорний кінь · g5 білий слон · c4 білий слон · d4 білий кінь · e4 білий пішак · c3 білий кінь · a2 білий пішак · b2 білий пішак · c2 білий пішак · f2 білий пішак · g2 білий пішак · h2 білий пішак · a1 біла тура · d1 білий ферзь · e1 білий король · h1 біла тура | a8 чорна тура · c8 чорний слон · d8 чорний ферзь · e8 чорний король · f8 чорний слон · h8 чорна тура · b7 чорний пішак · d7 чорний кінь · e7 чорний пішак · f7 чорний пішак · g7 чорний пішак · h7 чорний пішак · a6 чорний пішак · d6 чорний пішак · f6 чорний кінь · g5 білий слон · c4 білий слон · d4 білий кінь · e4 білий пішак · c3 білий кінь · a2 білий пішак · b2 білий пішак · c2 білий пішак · f2 білий пішак · g2 білий пішак · h2 білий пішак · a1 біла тура · d1 білий ферзь · e1 білий король · h1 біла тура | a8 чорна тура · c8 чорний слон · d8 чорний ферзь · e8 чорний король · f8 чорний слон · h8 чорна тура · b7 чорний пішак · d7 чорний кінь · e7 чорний пішак · f7 чорний пішак · g7 чорний пішак · h7 чорний пішак · a6 чорний пішак · d6 чорний пішак · f6 чорний кінь · g5 білий слон · c4 білий слон · d4 білий кінь · e4 білий пішак · c3 білий кінь · a2 білий пішак · b2 білий пішак · c2 білий пішак · f2 білий пішак · g2 білий пішак · h2 білий пішак · a1 біла тура · d1 білий ферзь · e1 білий король · h1 біла тура | a8 чорна тура · c8 чорний слон · d8 чорний ферзь · e8 чорний король · f8 чорний слон · h8 чорна тура · b7 чорний пішак · d7 чорний кінь · e7 чорний пішак · f7 чорний пішак · g7 чорний пішак · h7 чорний пішак · a6 чорний пішак · d6 чорний пішак · f6 чорний кінь · g5 білий слон · c4 білий слон · d4 білий кінь · e4 білий пішак · c3 білий кінь · a2 білий пішак · b2 білий пішак · c2 білий пішак · f2 білий пішак · g2 білий пішак · h2 білий пішак · a1 біла тура · d1 білий ферзь · e1 білий король · h1 біла тура | 5 |
| 4 | a8 чорна тура · c8 чорний слон · d8 чорний ферзь · e8 чорний король · f8 чорний слон · h8 чорна тура · b7 чорний пішак · d7 чорний кінь · e7 чорний пішак · f7 чорний пішак · g7 чорний пішак · h7 чорний пішак · a6 чорний пішак · d6 чорний пішак · f6 чорний кінь · g5 білий слон · c4 білий слон · d4 білий кінь · e4 білий пішак · c3 білий кінь · a2 білий пішак · b2 білий пішак · c2 білий пішак · f2 білий пішак · g2 білий пішак · h2 білий пішак · a1 біла тура · d1 білий ферзь · e1 білий король · h1 біла тура | a8 чорна тура · c8 чорний слон · d8 чорний ферзь · e8 чорний король · f8 чорний слон · h8 чорна тура · b7 чорний пішак · d7 чорний кінь · e7 чорний пішак · f7 чорний пішак · g7 чорний пішак · h7 чорний пішак · a6 чорний пішак · d6 чорний пішак · f6 чорний кінь · g5 білий слон · c4 білий слон · d4 білий кінь · e4 білий пішак · c3 білий кінь · a2 білий пішак · b2 білий пішак · c2 білий пішак · f2 білий пішак · g2 білий пішак · h2 білий пішак · a1 біла тура · d1 білий ферзь · e1 білий король · h1 біла тура | a8 чорна тура · c8 чорний слон · d8 чорний ферзь · e8 чорний король · f8 чорний слон · h8 чорна тура · b7 чорний пішак · d7 чорний кінь · e7 чорний пішак · f7 чорний пішак · g7 чорний пішак · h7 чорний пішак · a6 чорний пішак · d6 чорний пішак · f6 чорний кінь · g5 білий слон · c4 білий слон · d4 білий кінь · e4 білий пішак · c3 білий кінь · a2 білий пішак · b2 білий пішак · c2 білий пішак · f2 білий пішак · g2 білий пішак · h2 білий пішак · a1 біла тура · d1 білий ферзь · e1 білий король · h1 біла тура | a8 чорна тура · c8 чорний слон · d8 чорний ферзь · e8 чорний король · f8 чорний слон · h8 чорна тура · b7 чорний пішак · d7 чорний кінь · e7 чорний пішак · f7 чорний пішак · g7 чорний пішак · h7 чорний пішак · a6 чорний пішак · d6 чорний пішак · f6 чорний кінь · g5 білий слон · c4 білий слон · d4 білий кінь · e4 білий пішак · c3 білий кінь · a2 білий пішак · b2 білий пішак · c2 білий пішак · f2 білий пішак · g2 білий пішак · h2 білий пішак · a1 біла тура · d1 білий ферзь · e1 білий король · h1 біла тура | a8 чорна тура · c8 чорний слон · d8 чорний ферзь · e8 чорний король · f8 чорний слон · h8 чорна тура · b7 чорний пішак · d7 чорний кінь · e7 чорний пішак · f7 чорний пішак · g7 чорний пішак · h7 чорний пішак · a6 чорний пішак · d6 чорний пішак · f6 чорний кінь · g5 білий слон · c4 білий слон · d4 білий кінь · e4 білий пішак · c3 білий кінь · a2 білий пішак · b2 білий пішак · c2 білий пішак · f2 білий пішак · g2 білий пішак · h2 білий пішак · a1 біла тура · d1 білий ферзь · e1 білий король · h1 біла тура | a8 чорна тура · c8 чорний слон · d8 чорний ферзь · e8 чорний король · f8 чорний слон · h8 чорна тура · b7 чорний пішак · d7 чорний кінь · e7 чорний пішак · f7 чорний пішак · g7 чорний пішак · h7 чорний пішак · a6 чорний пішак · d6 чорний пішак · f6 чорний кінь · g5 білий слон · c4 білий слон · d4 білий кінь · e4 білий пішак · c3 білий кінь · a2 білий пішак · b2 білий пішак · c2 білий пішак · f2 білий пішак · g2 білий пішак · h2 білий пішак · a1 біла тура · d1 білий ферзь · e1 білий король · h1 біла тура | a8 чорна тура · c8 чорний слон · d8 чорний ферзь · e8 чорний король · f8 чорний слон · h8 чорна тура · b7 чорний пішак · d7 чорний кінь · e7 чорний пішак · f7 чорний пішак · g7 чорний пішак · h7 чорний пішак · a6 чорний пішак · d6 чорний пішак · f6 чорний кінь · g5 білий слон · c4 білий слон · d4 білий кінь · e4 білий пішак · c3 білий кінь · a2 білий пішак · b2 білий пішак · c2 білий пішак · f2 білий пішак · g2 білий пішак · h2 білий пішак · a1 біла тура · d1 білий ферзь · e1 білий король · h1 біла тура | a8 чорна тура · c8 чорний слон · d8 чорний ферзь · e8 чорний король · f8 чорний слон · h8 чорна тура · b7 чорний пішак · d7 чорний кінь · e7 чорний пішак · f7 чорний пішак · g7 чорний пішак · h7 чорний пішак · a6 чорний пішак · d6 чорний пішак · f6 чорний кінь · g5 білий слон · c4 білий слон · d4 білий кінь · e4 білий пішак · c3 білий кінь · a2 білий пішак · b2 білий пішак · c2 білий пішак · f2 білий пішак · g2 білий пішак · h2 білий пішак · a1 біла тура · d1 білий ферзь · e1 білий король · h1 біла тура | 4 |
| 3 | a8 чорна тура · c8 чорний слон · d8 чорний ферзь · e8 чорний король · f8 чорний слон · h8 чорна тура · b7 чорний пішак · d7 чорний кінь · e7 чорний пішак · f7 чорний пішак · g7 чорний пішак · h7 чорний пішак · a6 чорний пішак · d6 чорний пішак · f6 чорний кінь · g5 білий слон · c4 білий слон · d4 білий кінь · e4 білий пішак · c3 білий кінь · a2 білий пішак · b2 білий пішак · c2 білий пішак · f2 білий пішак · g2 білий пішак · h2 білий пішак · a1 біла тура · d1 білий ферзь · e1 білий король · h1 біла тура | a8 чорна тура · c8 чорний слон · d8 чорний ферзь · e8 чорний король · f8 чорний слон · h8 чорна тура · b7 чорний пішак · d7 чорний кінь · e7 чорний пішак · f7 чорний пішак · g7 чорний пішак · h7 чорний пішак · a6 чорний пішак · d6 чорний пішак · f6 чорний кінь · g5 білий слон · c4 білий слон · d4 білий кінь · e4 білий пішак · c3 білий кінь · a2 білий пішак · b2 білий пішак · c2 білий пішак · f2 білий пішак · g2 білий пішак · h2 білий пішак · a1 біла тура · d1 білий ферзь · e1 білий король · h1 біла тура | a8 чорна тура · c8 чорний слон · d8 чорний ферзь · e8 чорний король · f8 чорний слон · h8 чорна тура · b7 чорний пішак · d7 чорний кінь · e7 чорний пішак · f7 чорний пішак · g7 чорний пішак · h7 чорний пішак · a6 чорний пішак · d6 чорний пішак · f6 чорний кінь · g5 білий слон · c4 білий слон · d4 білий кінь · e4 білий пішак · c3 білий кінь · a2 білий пішак · b2 білий пішак · c2 білий пішак · f2 білий пішак · g2 білий пішак · h2 білий пішак · a1 біла тура · d1 білий ферзь · e1 білий король · h1 біла тура | a8 чорна тура · c8 чорний слон · d8 чорний ферзь · e8 чорний король · f8 чорний слон · h8 чорна тура · b7 чорний пішак · d7 чорний кінь · e7 чорний пішак · f7 чорний пішак · g7 чорний пішак · h7 чорний пішак · a6 чорний пішак · d6 чорний пішак · f6 чорний кінь · g5 білий слон · c4 білий слон · d4 білий кінь · e4 білий пішак · c3 білий кінь · a2 білий пішак · b2 білий пішак · c2 білий пішак · f2 білий пішак · g2 білий пішак · h2 білий пішак · a1 біла тура · d1 білий ферзь · e1 білий король · h1 біла тура | a8 чорна тура · c8 чорний слон · d8 чорний ферзь · e8 чорний король · f8 чорний слон · h8 чорна тура · b7 чорний пішак · d7 чорний кінь · e7 чорний пішак · f7 чорний пішак · g7 чорний пішак · h7 чорний пішак · a6 чорний пішак · d6 чорний пішак · f6 чорний кінь · g5 білий слон · c4 білий слон · d4 білий кінь · e4 білий пішак · c3 білий кінь · a2 білий пішак · b2 білий пішак · c2 білий пішак · f2 білий пішак · g2 білий пішак · h2 білий пішак · a1 біла тура · d1 білий ферзь · e1 білий король · h1 біла тура | a8 чорна тура · c8 чорний слон · d8 чорний ферзь · e8 чорний король · f8 чорний слон · h8 чорна тура · b7 чорний пішак · d7 чорний кінь · e7 чорний пішак · f7 чорний пішак · g7 чорний пішак · h7 чорний пішак · a6 чорний пішак · d6 чорний пішак · f6 чорний кінь · g5 білий слон · c4 білий слон · d4 білий кінь · e4 білий пішак · c3 білий кінь · a2 білий пішак · b2 білий пішак · c2 білий пішак · f2 білий пішак · g2 білий пішак · h2 білий пішак · a1 біла тура · d1 білий ферзь · e1 білий король · h1 біла тура | a8 чорна тура · c8 чорний слон · d8 чорний ферзь · e8 чорний король · f8 чорний слон · h8 чорна тура · b7 чорний пішак · d7 чорний кінь · e7 чорний пішак · f7 чорний пішак · g7 чорний пішак · h7 чорний пішак · a6 чорний пішак · d6 чорний пішак · f6 чорний кінь · g5 білий слон · c4 білий слон · d4 білий кінь · e4 білий пішак · c3 білий кінь · a2 білий пішак · b2 білий пішак · c2 білий пішак · f2 білий пішак · g2 білий пішак · h2 білий пішак · a1 біла тура · d1 білий ферзь · e1 білий король · h1 біла тура | a8 чорна тура · c8 чорний слон · d8 чорний ферзь · e8 чорний король · f8 чорний слон · h8 чорна тура · b7 чорний пішак · d7 чорний кінь · e7 чорний пішак · f7 чорний пішак · g7 чорний пішак · h7 чорний пішак · a6 чорний пішак · d6 чорний пішак · f6 чорний кінь · g5 білий слон · c4 білий слон · d4 білий кінь · e4 білий пішак · c3 білий кінь · a2 білий пішак · b2 білий пішак · c2 білий пішак · f2 білий пішак · g2 білий пішак · h2 білий пішак · a1 біла тура · d1 білий ферзь · e1 білий король · h1 біла тура | 3 |
| 2 | a8 чорна тура · c8 чорний слон · d8 чорний ферзь · e8 чорний король · f8 чорний слон · h8 чорна тура · b7 чорний пішак · d7 чорний кінь · e7 чорний пішак · f7 чорний пішак · g7 чорний пішак · h7 чорний пішак · a6 чорний пішак · d6 чорний пішак · f6 чорний кінь · g5 білий слон · c4 білий слон · d4 білий кінь · e4 білий пішак · c3 білий кінь · a2 білий пішак · b2 білий пішак · c2 білий пішак · f2 білий пішак · g2 білий пішак · h2 білий пішак · a1 біла тура · d1 білий ферзь · e1 білий король · h1 біла тура | a8 чорна тура · c8 чорний слон · d8 чорний ферзь · e8 чорний король · f8 чорний слон · h8 чорна тура · b7 чорний пішак · d7 чорний кінь · e7 чорний пішак · f7 чорний пішак · g7 чорний пішак · h7 чорний пішак · a6 чорний пішак · d6 чорний пішак · f6 чорний кінь · g5 білий слон · c4 білий слон · d4 білий кінь · e4 білий пішак · c3 білий кінь · a2 білий пішак · b2 білий пішак · c2 білий пішак · f2 білий пішак · g2 білий пішак · h2 білий пішак · a1 біла тура · d1 білий ферзь · e1 білий король · h1 біла тура | a8 чорна тура · c8 чорний слон · d8 чорний ферзь · e8 чорний король · f8 чорний слон · h8 чорна тура · b7 чорний пішак · d7 чорний кінь · e7 чорний пішак · f7 чорний пішак · g7 чорний пішак · h7 чорний пішак · a6 чорний пішак · d6 чорний пішак · f6 чорний кінь · g5 білий слон · c4 білий слон · d4 білий кінь · e4 білий пішак · c3 білий кінь · a2 білий пішак · b2 білий пішак · c2 білий пішак · f2 білий пішак · g2 білий пішак · h2 білий пішак · a1 біла тура · d1 білий ферзь · e1 білий король · h1 біла тура | a8 чорна тура · c8 чорний слон · d8 чорний ферзь · e8 чорний король · f8 чорний слон · h8 чорна тура · b7 чорний пішак · d7 чорний кінь · e7 чорний пішак · f7 чорний пішак · g7 чорний пішак · h7 чорний пішак · a6 чорний пішак · d6 чорний пішак · f6 чорний кінь · g5 білий слон · c4 білий слон · d4 білий кінь · e4 білий пішак · c3 білий кінь · a2 білий пішак · b2 білий пішак · c2 білий пішак · f2 білий пішак · g2 білий пішак · h2 білий пішак · a1 біла тура · d1 білий ферзь · e1 білий король · h1 біла тура | a8 чорна тура · c8 чорний слон · d8 чорний ферзь · e8 чорний король · f8 чорний слон · h8 чорна тура · b7 чорний пішак · d7 чорний кінь · e7 чорний пішак · f7 чорний пішак · g7 чорний пішак · h7 чорний пішак · a6 чорний пішак · d6 чорний пішак · f6 чорний кінь · g5 білий слон · c4 білий слон · d4 білий кінь · e4 білий пішак · c3 білий кінь · a2 білий пішак · b2 білий пішак · c2 білий пішак · f2 білий пішак · g2 білий пішак · h2 білий пішак · a1 біла тура · d1 білий ферзь · e1 білий король · h1 біла тура | a8 чорна тура · c8 чорний слон · d8 чорний ферзь · e8 чорний король · f8 чорний слон · h8 чорна тура · b7 чорний пішак · d7 чорний кінь · e7 чорний пішак · f7 чорний пішак · g7 чорний пішак · h7 чорний пішак · a6 чорний пішак · d6 чорний пішак · f6 чорний кінь · g5 білий слон · c4 білий слон · d4 білий кінь · e4 білий пішак · c3 білий кінь · a2 білий пішак · b2 білий пішак · c2 білий пішак · f2 білий пішак · g2 білий пішак · h2 білий пішак · a1 біла тура · d1 білий ферзь · e1 білий король · h1 біла тура | a8 чорна тура · c8 чорний слон · d8 чорний ферзь · e8 чорний король · f8 чорний слон · h8 чорна тура · b7 чорний пішак · d7 чорний кінь · e7 чорний пішак · f7 чорний пішак · g7 чорний пішак · h7 чорний пішак · a6 чорний пішак · d6 чорний пішак · f6 чорний кінь · g5 білий слон · c4 білий слон · d4 білий кінь · e4 білий пішак · c3 білий кінь · a2 білий пішак · b2 білий пішак · c2 білий пішак · f2 білий пішак · g2 білий пішак · h2 білий пішак · a1 біла тура · d1 білий ферзь · e1 білий король · h1 біла тура | a8 чорна тура · c8 чорний слон · d8 чорний ферзь · e8 чорний король · f8 чорний слон · h8 чорна тура · b7 чорний пішак · d7 чорний кінь · e7 чорний пішак · f7 чорний пішак · g7 чорний пішак · h7 чорний пішак · a6 чорний пішак · d6 чорний пішак · f6 чорний кінь · g5 білий слон · c4 білий слон · d4 білий кінь · e4 білий пішак · c3 білий кінь · a2 білий пішак · b2 білий пішак · c2 білий пішак · f2 білий пішак · g2 білий пішак · h2 білий пішак · a1 біла тура · d1 білий ферзь · e1 білий король · h1 біла тура | 2 |
| 1 | a8 чорна тура · c8 чорний слон · d8 чорний ферзь · e8 чорний король · f8 чорний слон · h8 чорна тура · b7 чорний пішак · d7 чорний кінь · e7 чорний пішак · f7 чорний пішак · g7 чорний пішак · h7 чорний пішак · a6 чорний пішак · d6 чорний пішак · f6 чорний кінь · g5 білий слон · c4 білий слон · d4 білий кінь · e4 білий пішак · c3 білий кінь · a2 білий пішак · b2 білий пішак · c2 білий пішак · f2 білий пішак · g2 білий пішак · h2 білий пішак · a1 біла тура · d1 білий ферзь · e1 білий король · h1 біла тура | a8 чорна тура · c8 чорний слон · d8 чорний ферзь · e8 чорний король · f8 чорний слон · h8 чорна тура · b7 чорний пішак · d7 чорний кінь · e7 чорний пішак · f7 чорний пішак · g7 чорний пішак · h7 чорний пішак · a6 чорний пішак · d6 чорний пішак · f6 чорний кінь · g5 білий слон · c4 білий слон · d4 білий кінь · e4 білий пішак · c3 білий кінь · a2 білий пішак · b2 білий пішак · c2 білий пішак · f2 білий пішак · g2 білий пішак · h2 білий пішак · a1 біла тура · d1 білий ферзь · e1 білий король · h1 біла тура | a8 чорна тура · c8 чорний слон · d8 чорний ферзь · e8 чорний король · f8 чорний слон · h8 чорна тура · b7 чорний пішак · d7 чорний кінь · e7 чорний пішак · f7 чорний пішак · g7 чорний пішак · h7 чорний пішак · a6 чорний пішак · d6 чорний пішак · f6 чорний кінь · g5 білий слон · c4 білий слон · d4 білий кінь · e4 білий пішак · c3 білий кінь · a2 білий пішак · b2 білий пішак · c2 білий пішак · f2 білий пішак · g2 білий пішак · h2 білий пішак · a1 біла тура · d1 білий ферзь · e1 білий король · h1 біла тура | a8 чорна тура · c8 чорний слон · d8 чорний ферзь · e8 чорний король · f8 чорний слон · h8 чорна тура · b7 чорний пішак · d7 чорний кінь · e7 чорний пішак · f7 чорний пішак · g7 чорний пішак · h7 чорний пішак · a6 чорний пішак · d6 чорний пішак · f6 чорний кінь · g5 білий слон · c4 білий слон · d4 білий кінь · e4 білий пішак · c3 білий кінь · a2 білий пішак · b2 білий пішак · c2 білий пішак · f2 білий пішак · g2 білий пішак · h2 білий пішак · a1 біла тура · d1 білий ферзь · e1 білий король · h1 біла тура | a8 чорна тура · c8 чорний слон · d8 чорний ферзь · e8 чорний король · f8 чорний слон · h8 чорна тура · b7 чорний пішак · d7 чорний кінь · e7 чорний пішак · f7 чорний пішак · g7 чорний пішак · h7 чорний пішак · a6 чорний пішак · d6 чорний пішак · f6 чорний кінь · g5 білий слон · c4 білий слон · d4 білий кінь · e4 білий пішак · c3 білий кінь · a2 білий пішак · b2 білий пішак · c2 білий пішак · f2 білий пішак · g2 білий пішак · h2 білий пішак · a1 біла тура · d1 білий ферзь · e1 білий король · h1 біла тура | a8 чорна тура · c8 чорний слон · d8 чорний ферзь · e8 чорний король · f8 чорний слон · h8 чорна тура · b7 чорний пішак · d7 чорний кінь · e7 чорний пішак · f7 чорний пішак · g7 чорний пішак · h7 чорний пішак · a6 чорний пішак · d6 чорний пішак · f6 чорний кінь · g5 білий слон · c4 білий слон · d4 білий кінь · e4 білий пішак · c3 білий кінь · a2 білий пішак · b2 білий пішак · c2 білий пішак · f2 білий пішак · g2 білий пішак · h2 білий пішак · a1 біла тура · d1 білий ферзь · e1 білий король · h1 біла тура | a8 чорна тура · c8 чорний слон · d8 чорний ферзь · e8 чорний король · f8 чорний слон · h8 чорна тура · b7 чорний пішак · d7 чорний кінь · e7 чорний пішак · f7 чорний пішак · g7 чорний пішак · h7 чорний пішак · a6 чорний пішак · d6 чорний пішак · f6 чорний кінь · g5 білий слон · c4 білий слон · d4 білий кінь · e4 білий пішак · c3 білий кінь · a2 білий пішак · b2 білий пішак · c2 білий пішак · f2 білий пішак · g2 білий пішак · h2 білий пішак · a1 біла тура · d1 білий ферзь · e1 білий король · h1 біла тура | a8 чорна тура · c8 чорний слон · d8 чорний ферзь · e8 чорний король · f8 чорний слон · h8 чорна тура · b7 чорний пішак · d7 чорний кінь · e7 чорний пішак · f7 чорний пішак · g7 чорний пішак · h7 чорний пішак · a6 чорний пішак · d6 чорний пішак · f6 чорний кінь · g5 білий слон · c4 білий слон · d4 білий кінь · e4 білий пішак · c3 білий кінь · a2 білий пішак · b2 білий пішак · c2 білий пішак · f2 білий пішак · g2 білий пішак · h2 білий пішак · a1 біла тура · d1 білий ферзь · e1 білий король · h1 біла тура | 1 |
|   | a | b | c | d | e | f | g | h |   |

З історичної перспективи, це був типовий хід до середини 1960-х років, після чого відповідь білих 7. Bc4 витіснила його з ігрової практики. Однак нещодавно деякі голландські гравці знайшли нові ідеї, які оживили це продовження. Воно отримало назву De Verbeterde List («Удосконалена стратегія»). Ідея чорних полягає в тому, щоб відкласти хід … e6 заради збереження динамічності позиції (пізніше вони можуть надолужити граючи … e7 — e5 в один хід). Ідея була перевірена Петросяном, Бєловим та іншими, але отримала загальну увагу та швидко розвинулася після використання голландським гравцем Лоді Кулінгом у 2007 році. Найважливіші варіанти продовження включають:
- 7. f4 Qc7 8. Qf3 :
  - 8 … h6 9. Bh4 e5. Ця позиція вперше відкрита Лоді Кулінгом. Також, цю варіацію висвітлюють Уфук Тунсер і Тван Бург у щорічнику «Нове у шахах», №102. Ідея полягає в тому, щоб виграти темп чорними за рахунок пропуску… e6, граючи … e7 — e5 одним ходом. Згодом знайшли ще сильніший хід 9 … g5!.
  - 8 … b5 — це відгалуження отримало назву «Нова Вдосконалена стратегія», його особливістю є фіанкетування слона на b7. Проаналізоване Уфуком Тунсером у щорічнику «Нове у шахах», № 101.
- 7. Bc4 Qb6 Цей хід ввів у вжиток Леньє Домінгес. Ідея полягає в тому, щоб виграти темп, атакуючи b2, після чого чорні можуть вчасно закінчити свій розвиток, починаючи з 8 … e6. Питання про надійність цього варіанту залишається відкритим. Варіація з 6. . . Nbd7 висвітлена в книзі Любомира Фтачника в главі «Кривавий діамант».
- 7. f4 / Qe2 g6 — варіант Грищука, ще один сучасний спосіб протидіяти як 7.f4, так і 7. Qe2. Ідея полягає в тому, щоб швидко провести коротке рокірування, а потім почати атакувати з … b5 — b4, не темп через пересування пішака е.

### Англійська атака: 6. Be3
|   | a | b | c | d | e | f | g | h |   |
| 8 | a8 чорна тура · b8 чорний кінь · c8 чорний слон · d8 чорний ферзь · e8 чорний король · f8 чорний слон · h8 чорна тура · b7 чорний пішак · e7 чорний пішак · f7 чорний пішак · g7 чорний пішак · h7 чорний пішак · a6 чорний пішак · d6 чорний пішак · f6 чорний кінь · d4 білий кінь · e4 білий пішак · c3 білий кінь · e3 білий слон · a2 білий пішак · b2 білий пішак · c2 білий пішак · f2 білий пішак · g2 білий пішак · h2 білий пішак · a1 біла тура · d1 білий ферзь · e1 білий король · f1 білий слон · h1 біла тура | a8 чорна тура · b8 чорний кінь · c8 чорний слон · d8 чорний ферзь · e8 чорний король · f8 чорний слон · h8 чорна тура · b7 чорний пішак · e7 чорний пішак · f7 чорний пішак · g7 чорний пішак · h7 чорний пішак · a6 чорний пішак · d6 чорний пішак · f6 чорний кінь · d4 білий кінь · e4 білий пішак · c3 білий кінь · e3 білий слон · a2 білий пішак · b2 білий пішак · c2 білий пішак · f2 білий пішак · g2 білий пішак · h2 білий пішак · a1 біла тура · d1 білий ферзь · e1 білий король · f1 білий слон · h1 біла тура | a8 чорна тура · b8 чорний кінь · c8 чорний слон · d8 чорний ферзь · e8 чорний король · f8 чорний слон · h8 чорна тура · b7 чорний пішак · e7 чорний пішак · f7 чорний пішак · g7 чорний пішак · h7 чорний пішак · a6 чорний пішак · d6 чорний пішак · f6 чорний кінь · d4 білий кінь · e4 білий пішак · c3 білий кінь · e3 білий слон · a2 білий пішак · b2 білий пішак · c2 білий пішак · f2 білий пішак · g2 білий пішак · h2 білий пішак · a1 біла тура · d1 білий ферзь · e1 білий король · f1 білий слон · h1 біла тура | a8 чорна тура · b8 чорний кінь · c8 чорний слон · d8 чорний ферзь · e8 чорний король · f8 чорний слон · h8 чорна тура · b7 чорний пішак · e7 чорний пішак · f7 чорний пішак · g7 чорний пішак · h7 чорний пішак · a6 чорний пішак · d6 чорний пішак · f6 чорний кінь · d4 білий кінь · e4 білий пішак · c3 білий кінь · e3 білий слон · a2 білий пішак · b2 білий пішак · c2 білий пішак · f2 білий пішак · g2 білий пішак · h2 білий пішак · a1 біла тура · d1 білий ферзь · e1 білий король · f1 білий слон · h1 біла тура | a8 чорна тура · b8 чорний кінь · c8 чорний слон · d8 чорний ферзь · e8 чорний король · f8 чорний слон · h8 чорна тура · b7 чорний пішак · e7 чорний пішак · f7 чорний пішак · g7 чорний пішак · h7 чорний пішак · a6 чорний пішак · d6 чорний пішак · f6 чорний кінь · d4 білий кінь · e4 білий пішак · c3 білий кінь · e3 білий слон · a2 білий пішак · b2 білий пішак · c2 білий пішак · f2 білий пішак · g2 білий пішак · h2 білий пішак · a1 біла тура · d1 білий ферзь · e1 білий король · f1 білий слон · h1 біла тура | a8 чорна тура · b8 чорний кінь · c8 чорний слон · d8 чорний ферзь · e8 чорний король · f8 чорний слон · h8 чорна тура · b7 чорний пішак · e7 чорний пішак · f7 чорний пішак · g7 чорний пішак · h7 чорний пішак · a6 чорний пішак · d6 чорний пішак · f6 чорний кінь · d4 білий кінь · e4 білий пішак · c3 білий кінь · e3 білий слон · a2 білий пішак · b2 білий пішак · c2 білий пішак · f2 білий пішак · g2 білий пішак · h2 білий пішак · a1 біла тура · d1 білий ферзь · e1 білий король · f1 білий слон · h1 біла тура | a8 чорна тура · b8 чорний кінь · c8 чорний слон · d8 чорний ферзь · e8 чорний король · f8 чорний слон · h8 чорна тура · b7 чорний пішак · e7 чорний пішак · f7 чорний пішак · g7 чорний пішак · h7 чорний пішак · a6 чорний пішак · d6 чорний пішак · f6 чорний кінь · d4 білий кінь · e4 білий пішак · c3 білий кінь · e3 білий слон · a2 білий пішак · b2 білий пішак · c2 білий пішак · f2 білий пішак · g2 білий пішак · h2 білий пішак · a1 біла тура · d1 білий ферзь · e1 білий король · f1 білий слон · h1 біла тура | a8 чорна тура · b8 чорний кінь · c8 чорний слон · d8 чорний ферзь · e8 чорний король · f8 чорний слон · h8 чорна тура · b7 чорний пішак · e7 чорний пішак · f7 чорний пішак · g7 чорний пішак · h7 чорний пішак · a6 чорний пішак · d6 чорний пішак · f6 чорний кінь · d4 білий кінь · e4 білий пішак · c3 білий кінь · e3 білий слон · a2 білий пішак · b2 білий пішак · c2 білий пішак · f2 білий пішак · g2 білий пішак · h2 білий пішак · a1 біла тура · d1 білий ферзь · e1 білий король · f1 білий слон · h1 біла тура | 8 |
| 7 | a8 чорна тура · b8 чорний кінь · c8 чорний слон · d8 чорний ферзь · e8 чорний король · f8 чорний слон · h8 чорна тура · b7 чорний пішак · e7 чорний пішак · f7 чорний пішак · g7 чорний пішак · h7 чорний пішак · a6 чорний пішак · d6 чорний пішак · f6 чорний кінь · d4 білий кінь · e4 білий пішак · c3 білий кінь · e3 білий слон · a2 білий пішак · b2 білий пішак · c2 білий пішак · f2 білий пішак · g2 білий пішак · h2 білий пішак · a1 біла тура · d1 білий ферзь · e1 білий король · f1 білий слон · h1 біла тура | a8 чорна тура · b8 чорний кінь · c8 чорний слон · d8 чорний ферзь · e8 чорний король · f8 чорний слон · h8 чорна тура · b7 чорний пішак · e7 чорний пішак · f7 чорний пішак · g7 чорний пішак · h7 чорний пішак · a6 чорний пішак · d6 чорний пішак · f6 чорний кінь · d4 білий кінь · e4 білий пішак · c3 білий кінь · e3 білий слон · a2 білий пішак · b2 білий пішак · c2 білий пішак · f2 білий пішак · g2 білий пішак · h2 білий пішак · a1 біла тура · d1 білий ферзь · e1 білий король · f1 білий слон · h1 біла тура | a8 чорна тура · b8 чорний кінь · c8 чорний слон · d8 чорний ферзь · e8 чорний король · f8 чорний слон · h8 чорна тура · b7 чорний пішак · e7 чорний пішак · f7 чорний пішак · g7 чорний пішак · h7 чорний пішак · a6 чорний пішак · d6 чорний пішак · f6 чорний кінь · d4 білий кінь · e4 білий пішак · c3 білий кінь · e3 білий слон · a2 білий пішак · b2 білий пішак · c2 білий пішак · f2 білий пішак · g2 білий пішак · h2 білий пішак · a1 біла тура · d1 білий ферзь · e1 білий король · f1 білий слон · h1 біла тура | a8 чорна тура · b8 чорний кінь · c8 чорний слон · d8 чорний ферзь · e8 чорний король · f8 чорний слон · h8 чорна тура · b7 чорний пішак · e7 чорний пішак · f7 чорний пішак · g7 чорний пішак · h7 чорний пішак · a6 чорний пішак · d6 чорний пішак · f6 чорний кінь · d4 білий кінь · e4 білий пішак · c3 білий кінь · e3 білий слон · a2 білий пішак · b2 білий пішак · c2 білий пішак · f2 білий пішак · g2 білий пішак · h2 білий пішак · a1 біла тура · d1 білий ферзь · e1 білий король · f1 білий слон · h1 біла тура | a8 чорна тура · b8 чорний кінь · c8 чорний слон · d8 чорний ферзь · e8 чорний король · f8 чорний слон · h8 чорна тура · b7 чорний пішак · e7 чорний пішак · f7 чорний пішак · g7 чорний пішак · h7 чорний пішак · a6 чорний пішак · d6 чорний пішак · f6 чорний кінь · d4 білий кінь · e4 білий пішак · c3 білий кінь · e3 білий слон · a2 білий пішак · b2 білий пішак · c2 білий пішак · f2 білий пішак · g2 білий пішак · h2 білий пішак · a1 біла тура · d1 білий ферзь · e1 білий король · f1 білий слон · h1 біла тура | a8 чорна тура · b8 чорний кінь · c8 чорний слон · d8 чорний ферзь · e8 чорний король · f8 чорний слон · h8 чорна тура · b7 чорний пішак · e7 чорний пішак · f7 чорний пішак · g7 чорний пішак · h7 чорний пішак · a6 чорний пішак · d6 чорний пішак · f6 чорний кінь · d4 білий кінь · e4 білий пішак · c3 білий кінь · e3 білий слон · a2 білий пішак · b2 білий пішак · c2 білий пішак · f2 білий пішак · g2 білий пішак · h2 білий пішак · a1 біла тура · d1 білий ферзь · e1 білий король · f1 білий слон · h1 біла тура | a8 чорна тура · b8 чорний кінь · c8 чорний слон · d8 чорний ферзь · e8 чорний король · f8 чорний слон · h8 чорна тура · b7 чорний пішак · e7 чорний пішак · f7 чорний пішак · g7 чорний пішак · h7 чорний пішак · a6 чорний пішак · d6 чорний пішак · f6 чорний кінь · d4 білий кінь · e4 білий пішак · c3 білий кінь · e3 білий слон · a2 білий пішак · b2 білий пішак · c2 білий пішак · f2 білий пішак · g2 білий пішак · h2 білий пішак · a1 біла тура · d1 білий ферзь · e1 білий король · f1 білий слон · h1 біла тура | a8 чорна тура · b8 чорний кінь · c8 чорний слон · d8 чорний ферзь · e8 чорний король · f8 чорний слон · h8 чорна тура · b7 чорний пішак · e7 чорний пішак · f7 чорний пішак · g7 чорний пішак · h7 чорний пішак · a6 чорний пішак · d6 чорний пішак · f6 чорний кінь · d4 білий кінь · e4 білий пішак · c3 білий кінь · e3 білий слон · a2 білий пішак · b2 білий пішак · c2 білий пішак · f2 білий пішак · g2 білий пішак · h2 білий пішак · a1 біла тура · d1 білий ферзь · e1 білий король · f1 білий слон · h1 біла тура | 7 |
| 6 | a8 чорна тура · b8 чорний кінь · c8 чорний слон · d8 чорний ферзь · e8 чорний король · f8 чорний слон · h8 чорна тура · b7 чорний пішак · e7 чорний пішак · f7 чорний пішак · g7 чорний пішак · h7 чорний пішак · a6 чорний пішак · d6 чорний пішак · f6 чорний кінь · d4 білий кінь · e4 білий пішак · c3 білий кінь · e3 білий слон · a2 білий пішак · b2 білий пішак · c2 білий пішак · f2 білий пішак · g2 білий пішак · h2 білий пішак · a1 біла тура · d1 білий ферзь · e1 білий король · f1 білий слон · h1 біла тура | a8 чорна тура · b8 чорний кінь · c8 чорний слон · d8 чорний ферзь · e8 чорний король · f8 чорний слон · h8 чорна тура · b7 чорний пішак · e7 чорний пішак · f7 чорний пішак · g7 чорний пішак · h7 чорний пішак · a6 чорний пішак · d6 чорний пішак · f6 чорний кінь · d4 білий кінь · e4 білий пішак · c3 білий кінь · e3 білий слон · a2 білий пішак · b2 білий пішак · c2 білий пішак · f2 білий пішак · g2 білий пішак · h2 білий пішак · a1 біла тура · d1 білий ферзь · e1 білий король · f1 білий слон · h1 біла тура | a8 чорна тура · b8 чорний кінь · c8 чорний слон · d8 чорний ферзь · e8 чорний король · f8 чорний слон · h8 чорна тура · b7 чорний пішак · e7 чорний пішак · f7 чорний пішак · g7 чорний пішак · h7 чорний пішак · a6 чорний пішак · d6 чорний пішак · f6 чорний кінь · d4 білий кінь · e4 білий пішак · c3 білий кінь · e3 білий слон · a2 білий пішак · b2 білий пішак · c2 білий пішак · f2 білий пішак · g2 білий пішак · h2 білий пішак · a1 біла тура · d1 білий ферзь · e1 білий король · f1 білий слон · h1 біла тура | a8 чорна тура · b8 чорний кінь · c8 чорний слон · d8 чорний ферзь · e8 чорний король · f8 чорний слон · h8 чорна тура · b7 чорний пішак · e7 чорний пішак · f7 чорний пішак · g7 чорний пішак · h7 чорний пішак · a6 чорний пішак · d6 чорний пішак · f6 чорний кінь · d4 білий кінь · e4 білий пішак · c3 білий кінь · e3 білий слон · a2 білий пішак · b2 білий пішак · c2 білий пішак · f2 білий пішак · g2 білий пішак · h2 білий пішак · a1 біла тура · d1 білий ферзь · e1 білий король · f1 білий слон · h1 біла тура | a8 чорна тура · b8 чорний кінь · c8 чорний слон · d8 чорний ферзь · e8 чорний король · f8 чорний слон · h8 чорна тура · b7 чорний пішак · e7 чорний пішак · f7 чорний пішак · g7 чорний пішак · h7 чорний пішак · a6 чорний пішак · d6 чорний пішак · f6 чорний кінь · d4 білий кінь · e4 білий пішак · c3 білий кінь · e3 білий слон · a2 білий пішак · b2 білий пішак · c2 білий пішак · f2 білий пішак · g2 білий пішак · h2 білий пішак · a1 біла тура · d1 білий ферзь · e1 білий король · f1 білий слон · h1 біла тура | a8 чорна тура · b8 чорний кінь · c8 чорний слон · d8 чорний ферзь · e8 чорний король · f8 чорний слон · h8 чорна тура · b7 чорний пішак · e7 чорний пішак · f7 чорний пішак · g7 чорний пішак · h7 чорний пішак · a6 чорний пішак · d6 чорний пішак · f6 чорний кінь · d4 білий кінь · e4 білий пішак · c3 білий кінь · e3 білий слон · a2 білий пішак · b2 білий пішак · c2 білий пішак · f2 білий пішак · g2 білий пішак · h2 білий пішак · a1 біла тура · d1 білий ферзь · e1 білий король · f1 білий слон · h1 біла тура | a8 чорна тура · b8 чорний кінь · c8 чорний слон · d8 чорний ферзь · e8 чорний король · f8 чорний слон · h8 чорна тура · b7 чорний пішак · e7 чорний пішак · f7 чорний пішак · g7 чорний пішак · h7 чорний пішак · a6 чорний пішак · d6 чорний пішак · f6 чорний кінь · d4 білий кінь · e4 білий пішак · c3 білий кінь · e3 білий слон · a2 білий пішак · b2 білий пішак · c2 білий пішак · f2 білий пішак · g2 білий пішак · h2 білий пішак · a1 біла тура · d1 білий ферзь · e1 білий король · f1 білий слон · h1 біла тура | a8 чорна тура · b8 чорний кінь · c8 чорний слон · d8 чорний ферзь · e8 чорний король · f8 чорний слон · h8 чорна тура · b7 чорний пішак · e7 чорний пішак · f7 чорний пішак · g7 чорний пішак · h7 чорний пішак · a6 чорний пішак · d6 чорний пішак · f6 чорний кінь · d4 білий кінь · e4 білий пішак · c3 білий кінь · e3 білий слон · a2 білий пішак · b2 білий пішак · c2 білий пішак · f2 білий пішак · g2 білий пішак · h2 білий пішак · a1 біла тура · d1 білий ферзь · e1 білий король · f1 білий слон · h1 біла тура | 6 |
| 5 | a8 чорна тура · b8 чорний кінь · c8 чорний слон · d8 чорний ферзь · e8 чорний король · f8 чорний слон · h8 чорна тура · b7 чорний пішак · e7 чорний пішак · f7 чорний пішак · g7 чорний пішак · h7 чорний пішак · a6 чорний пішак · d6 чорний пішак · f6 чорний кінь · d4 білий кінь · e4 білий пішак · c3 білий кінь · e3 білий слон · a2 білий пішак · b2 білий пішак · c2 білий пішак · f2 білий пішак · g2 білий пішак · h2 білий пішак · a1 біла тура · d1 білий ферзь · e1 білий король · f1 білий слон · h1 біла тура | a8 чорна тура · b8 чорний кінь · c8 чорний слон · d8 чорний ферзь · e8 чорний король · f8 чорний слон · h8 чорна тура · b7 чорний пішак · e7 чорний пішак · f7 чорний пішак · g7 чорний пішак · h7 чорний пішак · a6 чорний пішак · d6 чорний пішак · f6 чорний кінь · d4 білий кінь · e4 білий пішак · c3 білий кінь · e3 білий слон · a2 білий пішак · b2 білий пішак · c2 білий пішак · f2 білий пішак · g2 білий пішак · h2 білий пішак · a1 біла тура · d1 білий ферзь · e1 білий король · f1 білий слон · h1 біла тура | a8 чорна тура · b8 чорний кінь · c8 чорний слон · d8 чорний ферзь · e8 чорний король · f8 чорний слон · h8 чорна тура · b7 чорний пішак · e7 чорний пішак · f7 чорний пішак · g7 чорний пішак · h7 чорний пішак · a6 чорний пішак · d6 чорний пішак · f6 чорний кінь · d4 білий кінь · e4 білий пішак · c3 білий кінь · e3 білий слон · a2 білий пішак · b2 білий пішак · c2 білий пішак · f2 білий пішак · g2 білий пішак · h2 білий пішак · a1 біла тура · d1 білий ферзь · e1 білий король · f1 білий слон · h1 біла тура | a8 чорна тура · b8 чорний кінь · c8 чорний слон · d8 чорний ферзь · e8 чорний король · f8 чорний слон · h8 чорна тура · b7 чорний пішак · e7 чорний пішак · f7 чорний пішак · g7 чорний пішак · h7 чорний пішак · a6 чорний пішак · d6 чорний пішак · f6 чорний кінь · d4 білий кінь · e4 білий пішак · c3 білий кінь · e3 білий слон · a2 білий пішак · b2 білий пішак · c2 білий пішак · f2 білий пішак · g2 білий пішак · h2 білий пішак · a1 біла тура · d1 білий ферзь · e1 білий король · f1 білий слон · h1 біла тура | a8 чорна тура · b8 чорний кінь · c8 чорний слон · d8 чорний ферзь · e8 чорний король · f8 чорний слон · h8 чорна тура · b7 чорний пішак · e7 чорний пішак · f7 чорний пішак · g7 чорний пішак · h7 чорний пішак · a6 чорний пішак · d6 чорний пішак · f6 чорний кінь · d4 білий кінь · e4 білий пішак · c3 білий кінь · e3 білий слон · a2 білий пішак · b2 білий пішак · c2 білий пішак · f2 білий пішак · g2 білий пішак · h2 білий пішак · a1 біла тура · d1 білий ферзь · e1 білий король · f1 білий слон · h1 біла тура | a8 чорна тура · b8 чорний кінь · c8 чорний слон · d8 чорний ферзь · e8 чорний король · f8 чорний слон · h8 чорна тура · b7 чорний пішак · e7 чорний пішак · f7 чорний пішак · g7 чорний пішак · h7 чорний пішак · a6 чорний пішак · d6 чорний пішак · f6 чорний кінь · d4 білий кінь · e4 білий пішак · c3 білий кінь · e3 білий слон · a2 білий пішак · b2 білий пішак · c2 білий пішак · f2 білий пішак · g2 білий пішак · h2 білий пішак · a1 біла тура · d1 білий ферзь · e1 білий король · f1 білий слон · h1 біла тура | a8 чорна тура · b8 чорний кінь · c8 чорний слон · d8 чорний ферзь · e8 чорний король · f8 чорний слон · h8 чорна тура · b7 чорний пішак · e7 чорний пішак · f7 чорний пішак · g7 чорний пішак · h7 чорний пішак · a6 чорний пішак · d6 чорний пішак · f6 чорний кінь · d4 білий кінь · e4 білий пішак · c3 білий кінь · e3 білий слон · a2 білий пішак · b2 білий пішак · c2 білий пішак · f2 білий пішак · g2 білий пішак · h2 білий пішак · a1 біла тура · d1 білий ферзь · e1 білий король · f1 білий слон · h1 біла тура | a8 чорна тура · b8 чорний кінь · c8 чорний слон · d8 чорний ферзь · e8 чорний король · f8 чорний слон · h8 чорна тура · b7 чорний пішак · e7 чорний пішак · f7 чорний пішак · g7 чорний пішак · h7 чорний пішак · a6 чорний пішак · d6 чорний пішак · f6 чорний кінь · d4 білий кінь · e4 білий пішак · c3 білий кінь · e3 білий слон · a2 білий пішак · b2 білий пішак · c2 білий пішак · f2 білий пішак · g2 білий пішак · h2 білий пішак · a1 біла тура · d1 білий ферзь · e1 білий король · f1 білий слон · h1 біла тура | 5 |
| 4 | a8 чорна тура · b8 чорний кінь · c8 чорний слон · d8 чорний ферзь · e8 чорний король · f8 чорний слон · h8 чорна тура · b7 чорний пішак · e7 чорний пішак · f7 чорний пішак · g7 чорний пішак · h7 чорний пішак · a6 чорний пішак · d6 чорний пішак · f6 чорний кінь · d4 білий кінь · e4 білий пішак · c3 білий кінь · e3 білий слон · a2 білий пішак · b2 білий пішак · c2 білий пішак · f2 білий пішак · g2 білий пішак · h2 білий пішак · a1 біла тура · d1 білий ферзь · e1 білий король · f1 білий слон · h1 біла тура | a8 чорна тура · b8 чорний кінь · c8 чорний слон · d8 чорний ферзь · e8 чорний король · f8 чорний слон · h8 чорна тура · b7 чорний пішак · e7 чорний пішак · f7 чорний пішак · g7 чорний пішак · h7 чорний пішак · a6 чорний пішак · d6 чорний пішак · f6 чорний кінь · d4 білий кінь · e4 білий пішак · c3 білий кінь · e3 білий слон · a2 білий пішак · b2 білий пішак · c2 білий пішак · f2 білий пішак · g2 білий пішак · h2 білий пішак · a1 біла тура · d1 білий ферзь · e1 білий король · f1 білий слон · h1 біла тура | a8 чорна тура · b8 чорний кінь · c8 чорний слон · d8 чорний ферзь · e8 чорний король · f8 чорний слон · h8 чорна тура · b7 чорний пішак · e7 чорний пішак · f7 чорний пішак · g7 чорний пішак · h7 чорний пішак · a6 чорний пішак · d6 чорний пішак · f6 чорний кінь · d4 білий кінь · e4 білий пішак · c3 білий кінь · e3 білий слон · a2 білий пішак · b2 білий пішак · c2 білий пішак · f2 білий пішак · g2 білий пішак · h2 білий пішак · a1 біла тура · d1 білий ферзь · e1 білий король · f1 білий слон · h1 біла тура | a8 чорна тура · b8 чорний кінь · c8 чорний слон · d8 чорний ферзь · e8 чорний король · f8 чорний слон · h8 чорна тура · b7 чорний пішак · e7 чорний пішак · f7 чорний пішак · g7 чорний пішак · h7 чорний пішак · a6 чорний пішак · d6 чорний пішак · f6 чорний кінь · d4 білий кінь · e4 білий пішак · c3 білий кінь · e3 білий слон · a2 білий пішак · b2 білий пішак · c2 білий пішак · f2 білий пішак · g2 білий пішак · h2 білий пішак · a1 біла тура · d1 білий ферзь · e1 білий король · f1 білий слон · h1 біла тура | a8 чорна тура · b8 чорний кінь · c8 чорний слон · d8 чорний ферзь · e8 чорний король · f8 чорний слон · h8 чорна тура · b7 чорний пішак · e7 чорний пішак · f7 чорний пішак · g7 чорний пішак · h7 чорний пішак · a6 чорний пішак · d6 чорний пішак · f6 чорний кінь · d4 білий кінь · e4 білий пішак · c3 білий кінь · e3 білий слон · a2 білий пішак · b2 білий пішак · c2 білий пішак · f2 білий пішак · g2 білий пішак · h2 білий пішак · a1 біла тура · d1 білий ферзь · e1 білий король · f1 білий слон · h1 біла тура | a8 чорна тура · b8 чорний кінь · c8 чорний слон · d8 чорний ферзь · e8 чорний король · f8 чорний слон · h8 чорна тура · b7 чорний пішак · e7 чорний пішак · f7 чорний пішак · g7 чорний пішак · h7 чорний пішак · a6 чорний пішак · d6 чорний пішак · f6 чорний кінь · d4 білий кінь · e4 білий пішак · c3 білий кінь · e3 білий слон · a2 білий пішак · b2 білий пішак · c2 білий пішак · f2 білий пішак · g2 білий пішак · h2 білий пішак · a1 біла тура · d1 білий ферзь · e1 білий король · f1 білий слон · h1 біла тура | a8 чорна тура · b8 чорний кінь · c8 чорний слон · d8 чорний ферзь · e8 чорний король · f8 чорний слон · h8 чорна тура · b7 чорний пішак · e7 чорний пішак · f7 чорний пішак · g7 чорний пішак · h7 чорний пішак · a6 чорний пішак · d6 чорний пішак · f6 чорний кінь · d4 білий кінь · e4 білий пішак · c3 білий кінь · e3 білий слон · a2 білий пішак · b2 білий пішак · c2 білий пішак · f2 білий пішак · g2 білий пішак · h2 білий пішак · a1 біла тура · d1 білий ферзь · e1 білий король · f1 білий слон · h1 біла тура | a8 чорна тура · b8 чорний кінь · c8 чорний слон · d8 чорний ферзь · e8 чорний король · f8 чорний слон · h8 чорна тура · b7 чорний пішак · e7 чорний пішак · f7 чорний пішак · g7 чорний пішак · h7 чорний пішак · a6 чорний пішак · d6 чорний пішак · f6 чорний кінь · d4 білий кінь · e4 білий пішак · c3 білий кінь · e3 білий слон · a2 білий пішак · b2 білий пішак · c2 білий пішак · f2 білий пішак · g2 білий пішак · h2 білий пішак · a1 біла тура · d1 білий ферзь · e1 білий король · f1 білий слон · h1 біла тура | 4 |
| 3 | a8 чорна тура · b8 чорний кінь · c8 чорний слон · d8 чорний ферзь · e8 чорний король · f8 чорний слон · h8 чорна тура · b7 чорний пішак · e7 чорний пішак · f7 чорний пішак · g7 чорний пішак · h7 чорний пішак · a6 чорний пішак · d6 чорний пішак · f6 чорний кінь · d4 білий кінь · e4 білий пішак · c3 білий кінь · e3 білий слон · a2 білий пішак · b2 білий пішак · c2 білий пішак · f2 білий пішак · g2 білий пішак · h2 білий пішак · a1 біла тура · d1 білий ферзь · e1 білий король · f1 білий слон · h1 біла тура | a8 чорна тура · b8 чорний кінь · c8 чорний слон · d8 чорний ферзь · e8 чорний король · f8 чорний слон · h8 чорна тура · b7 чорний пішак · e7 чорний пішак · f7 чорний пішак · g7 чорний пішак · h7 чорний пішак · a6 чорний пішак · d6 чорний пішак · f6 чорний кінь · d4 білий кінь · e4 білий пішак · c3 білий кінь · e3 білий слон · a2 білий пішак · b2 білий пішак · c2 білий пішак · f2 білий пішак · g2 білий пішак · h2 білий пішак · a1 біла тура · d1 білий ферзь · e1 білий король · f1 білий слон · h1 біла тура | a8 чорна тура · b8 чорний кінь · c8 чорний слон · d8 чорний ферзь · e8 чорний король · f8 чорний слон · h8 чорна тура · b7 чорний пішак · e7 чорний пішак · f7 чорний пішак · g7 чорний пішак · h7 чорний пішак · a6 чорний пішак · d6 чорний пішак · f6 чорний кінь · d4 білий кінь · e4 білий пішак · c3 білий кінь · e3 білий слон · a2 білий пішак · b2 білий пішак · c2 білий пішак · f2 білий пішак · g2 білий пішак · h2 білий пішак · a1 біла тура · d1 білий ферзь · e1 білий король · f1 білий слон · h1 біла тура | a8 чорна тура · b8 чорний кінь · c8 чорний слон · d8 чорний ферзь · e8 чорний король · f8 чорний слон · h8 чорна тура · b7 чорний пішак · e7 чорний пішак · f7 чорний пішак · g7 чорний пішак · h7 чорний пішак · a6 чорний пішак · d6 чорний пішак · f6 чорний кінь · d4 білий кінь · e4 білий пішак · c3 білий кінь · e3 білий слон · a2 білий пішак · b2 білий пішак · c2 білий пішак · f2 білий пішак · g2 білий пішак · h2 білий пішак · a1 біла тура · d1 білий ферзь · e1 білий король · f1 білий слон · h1 біла тура | a8 чорна тура · b8 чорний кінь · c8 чорний слон · d8 чорний ферзь · e8 чорний король · f8 чорний слон · h8 чорна тура · b7 чорний пішак · e7 чорний пішак · f7 чорний пішак · g7 чорний пішак · h7 чорний пішак · a6 чорний пішак · d6 чорний пішак · f6 чорний кінь · d4 білий кінь · e4 білий пішак · c3 білий кінь · e3 білий слон · a2 білий пішак · b2 білий пішак · c2 білий пішак · f2 білий пішак · g2 білий пішак · h2 білий пішак · a1 біла тура · d1 білий ферзь · e1 білий король · f1 білий слон · h1 біла тура | a8 чорна тура · b8 чорний кінь · c8 чорний слон · d8 чорний ферзь · e8 чорний король · f8 чорний слон · h8 чорна тура · b7 чорний пішак · e7 чорний пішак · f7 чорний пішак · g7 чорний пішак · h7 чорний пішак · a6 чорний пішак · d6 чорний пішак · f6 чорний кінь · d4 білий кінь · e4 білий пішак · c3 білий кінь · e3 білий слон · a2 білий пішак · b2 білий пішак · c2 білий пішак · f2 білий пішак · g2 білий пішак · h2 білий пішак · a1 біла тура · d1 білий ферзь · e1 білий король · f1 білий слон · h1 біла тура | a8 чорна тура · b8 чорний кінь · c8 чорний слон · d8 чорний ферзь · e8 чорний король · f8 чорний слон · h8 чорна тура · b7 чорний пішак · e7 чорний пішак · f7 чорний пішак · g7 чорний пішак · h7 чорний пішак · a6 чорний пішак · d6 чорний пішак · f6 чорний кінь · d4 білий кінь · e4 білий пішак · c3 білий кінь · e3 білий слон · a2 білий пішак · b2 білий пішак · c2 білий пішак · f2 білий пішак · g2 білий пішак · h2 білий пішак · a1 біла тура · d1 білий ферзь · e1 білий король · f1 білий слон · h1 біла тура | a8 чорна тура · b8 чорний кінь · c8 чорний слон · d8 чорний ферзь · e8 чорний король · f8 чорний слон · h8 чорна тура · b7 чорний пішак · e7 чорний пішак · f7 чорний пішак · g7 чорний пішак · h7 чорний пішак · a6 чорний пішак · d6 чорний пішак · f6 чорний кінь · d4 білий кінь · e4 білий пішак · c3 білий кінь · e3 білий слон · a2 білий пішак · b2 білий пішак · c2 білий пішак · f2 білий пішак · g2 білий пішак · h2 білий пішак · a1 біла тура · d1 білий ферзь · e1 білий король · f1 білий слон · h1 біла тура | 3 |
| 2 | a8 чорна тура · b8 чорний кінь · c8 чорний слон · d8 чорний ферзь · e8 чорний король · f8 чорний слон · h8 чорна тура · b7 чорний пішак · e7 чорний пішак · f7 чорний пішак · g7 чорний пішак · h7 чорний пішак · a6 чорний пішак · d6 чорний пішак · f6 чорний кінь · d4 білий кінь · e4 білий пішак · c3 білий кінь · e3 білий слон · a2 білий пішак · b2 білий пішак · c2 білий пішак · f2 білий пішак · g2 білий пішак · h2 білий пішак · a1 біла тура · d1 білий ферзь · e1 білий король · f1 білий слон · h1 біла тура | a8 чорна тура · b8 чорний кінь · c8 чорний слон · d8 чорний ферзь · e8 чорний король · f8 чорний слон · h8 чорна тура · b7 чорний пішак · e7 чорний пішак · f7 чорний пішак · g7 чорний пішак · h7 чорний пішак · a6 чорний пішак · d6 чорний пішак · f6 чорний кінь · d4 білий кінь · e4 білий пішак · c3 білий кінь · e3 білий слон · a2 білий пішак · b2 білий пішак · c2 білий пішак · f2 білий пішак · g2 білий пішак · h2 білий пішак · a1 біла тура · d1 білий ферзь · e1 білий король · f1 білий слон · h1 біла тура | a8 чорна тура · b8 чорний кінь · c8 чорний слон · d8 чорний ферзь · e8 чорний король · f8 чорний слон · h8 чорна тура · b7 чорний пішак · e7 чорний пішак · f7 чорний пішак · g7 чорний пішак · h7 чорний пішак · a6 чорний пішак · d6 чорний пішак · f6 чорний кінь · d4 білий кінь · e4 білий пішак · c3 білий кінь · e3 білий слон · a2 білий пішак · b2 білий пішак · c2 білий пішак · f2 білий пішак · g2 білий пішак · h2 білий пішак · a1 біла тура · d1 білий ферзь · e1 білий король · f1 білий слон · h1 біла тура | a8 чорна тура · b8 чорний кінь · c8 чорний слон · d8 чорний ферзь · e8 чорний король · f8 чорний слон · h8 чорна тура · b7 чорний пішак · e7 чорний пішак · f7 чорний пішак · g7 чорний пішак · h7 чорний пішак · a6 чорний пішак · d6 чорний пішак · f6 чорний кінь · d4 білий кінь · e4 білий пішак · c3 білий кінь · e3 білий слон · a2 білий пішак · b2 білий пішак · c2 білий пішак · f2 білий пішак · g2 білий пішак · h2 білий пішак · a1 біла тура · d1 білий ферзь · e1 білий король · f1 білий слон · h1 біла тура | a8 чорна тура · b8 чорний кінь · c8 чорний слон · d8 чорний ферзь · e8 чорний король · f8 чорний слон · h8 чорна тура · b7 чорний пішак · e7 чорний пішак · f7 чорний пішак · g7 чорний пішак · h7 чорний пішак · a6 чорний пішак · d6 чорний пішак · f6 чорний кінь · d4 білий кінь · e4 білий пішак · c3 білий кінь · e3 білий слон · a2 білий пішак · b2 білий пішак · c2 білий пішак · f2 білий пішак · g2 білий пішак · h2 білий пішак · a1 біла тура · d1 білий ферзь · e1 білий король · f1 білий слон · h1 біла тура | a8 чорна тура · b8 чорний кінь · c8 чорний слон · d8 чорний ферзь · e8 чорний король · f8 чорний слон · h8 чорна тура · b7 чорний пішак · e7 чорний пішак · f7 чорний пішак · g7 чорний пішак · h7 чорний пішак · a6 чорний пішак · d6 чорний пішак · f6 чорний кінь · d4 білий кінь · e4 білий пішак · c3 білий кінь · e3 білий слон · a2 білий пішак · b2 білий пішак · c2 білий пішак · f2 білий пішак · g2 білий пішак · h2 білий пішак · a1 біла тура · d1 білий ферзь · e1 білий король · f1 білий слон · h1 біла тура | a8 чорна тура · b8 чорний кінь · c8 чорний слон · d8 чорний ферзь · e8 чорний король · f8 чорний слон · h8 чорна тура · b7 чорний пішак · e7 чорний пішак · f7 чорний пішак · g7 чорний пішак · h7 чорний пішак · a6 чорний пішак · d6 чорний пішак · f6 чорний кінь · d4 білий кінь · e4 білий пішак · c3 білий кінь · e3 білий слон · a2 білий пішак · b2 білий пішак · c2 білий пішак · f2 білий пішак · g2 білий пішак · h2 білий пішак · a1 біла тура · d1 білий ферзь · e1 білий король · f1 білий слон · h1 біла тура | a8 чорна тура · b8 чорний кінь · c8 чорний слон · d8 чорний ферзь · e8 чорний король · f8 чорний слон · h8 чорна тура · b7 чорний пішак · e7 чорний пішак · f7 чорний пішак · g7 чорний пішак · h7 чорний пішак · a6 чорний пішак · d6 чорний пішак · f6 чорний кінь · d4 білий кінь · e4 білий пішак · c3 білий кінь · e3 білий слон · a2 білий пішак · b2 білий пішак · c2 білий пішак · f2 білий пішак · g2 білий пішак · h2 білий пішак · a1 біла тура · d1 білий ферзь · e1 білий король · f1 білий слон · h1 біла тура | 2 |
| 1 | a8 чорна тура · b8 чорний кінь · c8 чорний слон · d8 чорний ферзь · e8 чорний король · f8 чорний слон · h8 чорна тура · b7 чорний пішак · e7 чорний пішак · f7 чорний пішак · g7 чорний пішак · h7 чорний пішак · a6 чорний пішак · d6 чорний пішак · f6 чорний кінь · d4 білий кінь · e4 білий пішак · c3 білий кінь · e3 білий слон · a2 білий пішак · b2 білий пішак · c2 білий пішак · f2 білий пішак · g2 білий пішак · h2 білий пішак · a1 біла тура · d1 білий ферзь · e1 білий король · f1 білий слон · h1 біла тура | a8 чорна тура · b8 чорний кінь · c8 чорний слон · d8 чорний ферзь · e8 чорний король · f8 чорний слон · h8 чорна тура · b7 чорний пішак · e7 чорний пішак · f7 чорний пішак · g7 чорний пішак · h7 чорний пішак · a6 чорний пішак · d6 чорний пішак · f6 чорний кінь · d4 білий кінь · e4 білий пішак · c3 білий кінь · e3 білий слон · a2 білий пішак · b2 білий пішак · c2 білий пішак · f2 білий пішак · g2 білий пішак · h2 білий пішак · a1 біла тура · d1 білий ферзь · e1 білий король · f1 білий слон · h1 біла тура | a8 чорна тура · b8 чорний кінь · c8 чорний слон · d8 чорний ферзь · e8 чорний король · f8 чорний слон · h8 чорна тура · b7 чорний пішак · e7 чорний пішак · f7 чорний пішак · g7 чорний пішак · h7 чорний пішак · a6 чорний пішак · d6 чорний пішак · f6 чорний кінь · d4 білий кінь · e4 білий пішак · c3 білий кінь · e3 білий слон · a2 білий пішак · b2 білий пішак · c2 білий пішак · f2 білий пішак · g2 білий пішак · h2 білий пішак · a1 біла тура · d1 білий ферзь · e1 білий король · f1 білий слон · h1 біла тура | a8 чорна тура · b8 чорний кінь · c8 чорний слон · d8 чорний ферзь · e8 чорний король · f8 чорний слон · h8 чорна тура · b7 чорний пішак · e7 чорний пішак · f7 чорний пішак · g7 чорний пішак · h7 чорний пішак · a6 чорний пішак · d6 чорний пішак · f6 чорний кінь · d4 білий кінь · e4 білий пішак · c3 білий кінь · e3 білий слон · a2 білий пішак · b2 білий пішак · c2 білий пішак · f2 білий пішак · g2 білий пішак · h2 білий пішак · a1 біла тура · d1 білий ферзь · e1 білий король · f1 білий слон · h1 біла тура | a8 чорна тура · b8 чорний кінь · c8 чорний слон · d8 чорний ферзь · e8 чорний король · f8 чорний слон · h8 чорна тура · b7 чорний пішак · e7 чорний пішак · f7 чорний пішак · g7 чорний пішак · h7 чорний пішак · a6 чорний пішак · d6 чорний пішак · f6 чорний кінь · d4 білий кінь · e4 білий пішак · c3 білий кінь · e3 білий слон · a2 білий пішак · b2 білий пішак · c2 білий пішак · f2 білий пішак · g2 білий пішак · h2 білий пішак · a1 біла тура · d1 білий ферзь · e1 білий король · f1 білий слон · h1 біла тура | a8 чорна тура · b8 чорний кінь · c8 чорний слон · d8 чорний ферзь · e8 чорний король · f8 чорний слон · h8 чорна тура · b7 чорний пішак · e7 чорний пішак · f7 чорний пішак · g7 чорний пішак · h7 чорний пішак · a6 чорний пішак · d6 чорний пішак · f6 чорний кінь · d4 білий кінь · e4 білий пішак · c3 білий кінь · e3 білий слон · a2 білий пішак · b2 білий пішак · c2 білий пішак · f2 білий пішак · g2 білий пішак · h2 білий пішак · a1 біла тура · d1 білий ферзь · e1 білий король · f1 білий слон · h1 біла тура | a8 чорна тура · b8 чорний кінь · c8 чорний слон · d8 чорний ферзь · e8 чорний король · f8 чорний слон · h8 чорна тура · b7 чорний пішак · e7 чорний пішак · f7 чорний пішак · g7 чорний пішак · h7 чорний пішак · a6 чорний пішак · d6 чорний пішак · f6 чорний кінь · d4 білий кінь · e4 білий пішак · c3 білий кінь · e3 білий слон · a2 білий пішак · b2 білий пішак · c2 білий пішак · f2 білий пішак · g2 білий пішак · h2 білий пішак · a1 біла тура · d1 білий ферзь · e1 білий король · f1 білий слон · h1 біла тура | a8 чорна тура · b8 чорний кінь · c8 чорний слон · d8 чорний ферзь · e8 чорний король · f8 чорний слон · h8 чорна тура · b7 чорний пішак · e7 чорний пішак · f7 чорний пішак · g7 чорний пішак · h7 чорний пішак · a6 чорний пішак · d6 чорний пішак · f6 чорний кінь · d4 білий кінь · e4 білий пішак · c3 білий кінь · e3 білий слон · a2 білий пішак · b2 білий пішак · c2 білий пішак · f2 білий пішак · g2 білий пішак · h2 білий пішак · a1 біла тура · d1 білий ферзь · e1 білий король · f1 білий слон · h1 біла тура | 1 |
|   | a | b | c | d | e | f | g | h |   |

Це популярний сучасний розвиток варіанту Найдорфа за білих. Починаючи з ранніх 90-х, англійська атака, 6. Be3, за яким слідують f3, g4, Qd2 і 0-0-0, в певному порядку, стала надзвичайно популярним дебютом і інтенсивно аналізувалась теоретиками. Чорні мають чотири основні відповіді:
- Класична відповідь 6 … e5 :

Якщо білі грають 7. Nb3, тоді чорні мають змогу провести 7. . . Be6, намагаючись додатково взяти під контроль поле d5. В цьому разі, найпоширенішим ходом білих є 8.f3, що дозволяє білим продовжувати розвиток ходом Qd2, уникаючи контр-відповіді чорних 8. . . Ng4.
У випадку якщо білі відступають конем через 7. Nf3, тоді головними продовженнями за чорних є 7. . . Be7 і 7. . . Qc7.
- Спроба звести партію до Схевенінгенського варіанту, граючи 6 … e6. Білі можуть або вибрати стандартну англійську атаку, граючи 7.f3, або спробувати ще більш різку Угорську атаку, граючи 7.g4.

- Ход конем: 6. . . Ng4. Білі відповідають: 7. Bg5 h6 8. Bh4 g5 9. Bg3 Bg7, але характер цієї позиції значно відрізняється від тих, що виникають після 6 … e6 та 6 … e5, тому іноді білі намагаються запобігти цьому ходу конем, граючи 6.f3 замість 6. Be3. Однак, крім усунення згаданої вище опції Угорської атаки, це дає чорним інші можливості, такі як 6. . . Qb6 та 6 … b5.

- Підхід «Вдосконаленої стратегії»: 6. . . Nbd7. Задум цього ходу полягає в тому, щоб реалізувати Англійську атаку, уникаючи Угорської атаки. 7.g4 є менш небезпечним, оскільки з 6. . . Nbd7 чорні мають більше можливостей, оскільки слон на c8 може атакувати поле g4 безпосередньо, а кінь на d7 може перейти на інші важливі поля.

### Атака Фішера— Созіна: 6. Bc4
Впроваджений Веніаміном Созіном у 1930-х роках, цей варіант був досить рідкісним, доки Фішер не вдосконалив його і не взяв на озбоєння. Після цього цей варіант можна було не раз побачити в партіях зіграних на найвищому рівні протягом 1970-х. Білі грають 6. Bc4 з задумом грати проти f7, тому чорні контрують з 6 … e6 7. Bb3 b5. Атака Фішера-Созіна стала менш популярною через 7. . . Nbd7, де чорний загрожують. . . Nc5 пізніше. Можна уникнути 7. . . Nbd7 з 7.0-0, але це відрізає можливості до більш агресивного продовження із довгим рокіруванням.

### Класичний / Опоценська варіант: 6. Be2
Статистично успішним розвитком білих є хід 6. Be2 після чого гра переходить в більш стабільне, позиційне русло. Чорні мають змогу звести гру до Схевенінгенського варіанту зігравши 6 … e6 або зберегти гру в межах Найдорфського варіанту, зігравши 6 … e5. Інший варіант — зіграти 6. . . Nbd7, у дусі «Вдосконаленої стратегії».

### Амстердамська варіація: 6.f4
|   | a | b | c | d | e | f | g | h |   |
| 8 | a8 чорна тура · b8 чорний кінь · c8 чорний слон · d8 чорний ферзь · e8 чорний король · f8 чорний слон · h8 чорна тура · b7 чорний пішак · e7 чорний пішак · f7 чорний пішак · g7 чорний пішак · h7 чорний пішак · a6 чорний пішак · d6 чорний пішак · f6 чорний кінь · d4 білий кінь · e4 білий пішак · f4 білий пішак · c3 білий кінь · a2 білий пішак · b2 білий пішак · c2 білий пішак · g2 білий пішак · h2 білий пішак · a1 біла тура · c1 білий слон · d1 білий ферзь · e1 білий король · f1 білий слон · h1 біла тура | a8 чорна тура · b8 чорний кінь · c8 чорний слон · d8 чорний ферзь · e8 чорний король · f8 чорний слон · h8 чорна тура · b7 чорний пішак · e7 чорний пішак · f7 чорний пішак · g7 чорний пішак · h7 чорний пішак · a6 чорний пішак · d6 чорний пішак · f6 чорний кінь · d4 білий кінь · e4 білий пішак · f4 білий пішак · c3 білий кінь · a2 білий пішак · b2 білий пішак · c2 білий пішак · g2 білий пішак · h2 білий пішак · a1 біла тура · c1 білий слон · d1 білий ферзь · e1 білий король · f1 білий слон · h1 біла тура | a8 чорна тура · b8 чорний кінь · c8 чорний слон · d8 чорний ферзь · e8 чорний король · f8 чорний слон · h8 чорна тура · b7 чорний пішак · e7 чорний пішак · f7 чорний пішак · g7 чорний пішак · h7 чорний пішак · a6 чорний пішак · d6 чорний пішак · f6 чорний кінь · d4 білий кінь · e4 білий пішак · f4 білий пішак · c3 білий кінь · a2 білий пішак · b2 білий пішак · c2 білий пішак · g2 білий пішак · h2 білий пішак · a1 біла тура · c1 білий слон · d1 білий ферзь · e1 білий король · f1 білий слон · h1 біла тура | a8 чорна тура · b8 чорний кінь · c8 чорний слон · d8 чорний ферзь · e8 чорний король · f8 чорний слон · h8 чорна тура · b7 чорний пішак · e7 чорний пішак · f7 чорний пішак · g7 чорний пішак · h7 чорний пішак · a6 чорний пішак · d6 чорний пішак · f6 чорний кінь · d4 білий кінь · e4 білий пішак · f4 білий пішак · c3 білий кінь · a2 білий пішак · b2 білий пішак · c2 білий пішак · g2 білий пішак · h2 білий пішак · a1 біла тура · c1 білий слон · d1 білий ферзь · e1 білий король · f1 білий слон · h1 біла тура | a8 чорна тура · b8 чорний кінь · c8 чорний слон · d8 чорний ферзь · e8 чорний король · f8 чорний слон · h8 чорна тура · b7 чорний пішак · e7 чорний пішак · f7 чорний пішак · g7 чорний пішак · h7 чорний пішак · a6 чорний пішак · d6 чорний пішак · f6 чорний кінь · d4 білий кінь · e4 білий пішак · f4 білий пішак · c3 білий кінь · a2 білий пішак · b2 білий пішак · c2 білий пішак · g2 білий пішак · h2 білий пішак · a1 біла тура · c1 білий слон · d1 білий ферзь · e1 білий король · f1 білий слон · h1 біла тура | a8 чорна тура · b8 чорний кінь · c8 чорний слон · d8 чорний ферзь · e8 чорний король · f8 чорний слон · h8 чорна тура · b7 чорний пішак · e7 чорний пішак · f7 чорний пішак · g7 чорний пішак · h7 чорний пішак · a6 чорний пішак · d6 чорний пішак · f6 чорний кінь · d4 білий кінь · e4 білий пішак · f4 білий пішак · c3 білий кінь · a2 білий пішак · b2 білий пішак · c2 білий пішак · g2 білий пішак · h2 білий пішак · a1 біла тура · c1 білий слон · d1 білий ферзь · e1 білий король · f1 білий слон · h1 біла тура | a8 чорна тура · b8 чорний кінь · c8 чорний слон · d8 чорний ферзь · e8 чорний король · f8 чорний слон · h8 чорна тура · b7 чорний пішак · e7 чорний пішак · f7 чорний пішак · g7 чорний пішак · h7 чорний пішак · a6 чорний пішак · d6 чорний пішак · f6 чорний кінь · d4 білий кінь · e4 білий пішак · f4 білий пішак · c3 білий кінь · a2 білий пішак · b2 білий пішак · c2 білий пішак · g2 білий пішак · h2 білий пішак · a1 біла тура · c1 білий слон · d1 білий ферзь · e1 білий король · f1 білий слон · h1 біла тура | a8 чорна тура · b8 чорний кінь · c8 чорний слон · d8 чорний ферзь · e8 чорний король · f8 чорний слон · h8 чорна тура · b7 чорний пішак · e7 чорний пішак · f7 чорний пішак · g7 чорний пішак · h7 чорний пішак · a6 чорний пішак · d6 чорний пішак · f6 чорний кінь · d4 білий кінь · e4 білий пішак · f4 білий пішак · c3 білий кінь · a2 білий пішак · b2 білий пішак · c2 білий пішак · g2 білий пішак · h2 білий пішак · a1 біла тура · c1 білий слон · d1 білий ферзь · e1 білий король · f1 білий слон · h1 біла тура | 8 |
| 7 | a8 чорна тура · b8 чорний кінь · c8 чорний слон · d8 чорний ферзь · e8 чорний король · f8 чорний слон · h8 чорна тура · b7 чорний пішак · e7 чорний пішак · f7 чорний пішак · g7 чорний пішак · h7 чорний пішак · a6 чорний пішак · d6 чорний пішак · f6 чорний кінь · d4 білий кінь · e4 білий пішак · f4 білий пішак · c3 білий кінь · a2 білий пішак · b2 білий пішак · c2 білий пішак · g2 білий пішак · h2 білий пішак · a1 біла тура · c1 білий слон · d1 білий ферзь · e1 білий король · f1 білий слон · h1 біла тура | a8 чорна тура · b8 чорний кінь · c8 чорний слон · d8 чорний ферзь · e8 чорний король · f8 чорний слон · h8 чорна тура · b7 чорний пішак · e7 чорний пішак · f7 чорний пішак · g7 чорний пішак · h7 чорний пішак · a6 чорний пішак · d6 чорний пішак · f6 чорний кінь · d4 білий кінь · e4 білий пішак · f4 білий пішак · c3 білий кінь · a2 білий пішак · b2 білий пішак · c2 білий пішак · g2 білий пішак · h2 білий пішак · a1 біла тура · c1 білий слон · d1 білий ферзь · e1 білий король · f1 білий слон · h1 біла тура | a8 чорна тура · b8 чорний кінь · c8 чорний слон · d8 чорний ферзь · e8 чорний король · f8 чорний слон · h8 чорна тура · b7 чорний пішак · e7 чорний пішак · f7 чорний пішак · g7 чорний пішак · h7 чорний пішак · a6 чорний пішак · d6 чорний пішак · f6 чорний кінь · d4 білий кінь · e4 білий пішак · f4 білий пішак · c3 білий кінь · a2 білий пішак · b2 білий пішак · c2 білий пішак · g2 білий пішак · h2 білий пішак · a1 біла тура · c1 білий слон · d1 білий ферзь · e1 білий король · f1 білий слон · h1 біла тура | a8 чорна тура · b8 чорний кінь · c8 чорний слон · d8 чорний ферзь · e8 чорний король · f8 чорний слон · h8 чорна тура · b7 чорний пішак · e7 чорний пішак · f7 чорний пішак · g7 чорний пішак · h7 чорний пішак · a6 чорний пішак · d6 чорний пішак · f6 чорний кінь · d4 білий кінь · e4 білий пішак · f4 білий пішак · c3 білий кінь · a2 білий пішак · b2 білий пішак · c2 білий пішак · g2 білий пішак · h2 білий пішак · a1 біла тура · c1 білий слон · d1 білий ферзь · e1 білий король · f1 білий слон · h1 біла тура | a8 чорна тура · b8 чорний кінь · c8 чорний слон · d8 чорний ферзь · e8 чорний король · f8 чорний слон · h8 чорна тура · b7 чорний пішак · e7 чорний пішак · f7 чорний пішак · g7 чорний пішак · h7 чорний пішак · a6 чорний пішак · d6 чорний пішак · f6 чорний кінь · d4 білий кінь · e4 білий пішак · f4 білий пішак · c3 білий кінь · a2 білий пішак · b2 білий пішак · c2 білий пішак · g2 білий пішак · h2 білий пішак · a1 біла тура · c1 білий слон · d1 білий ферзь · e1 білий король · f1 білий слон · h1 біла тура | a8 чорна тура · b8 чорний кінь · c8 чорний слон · d8 чорний ферзь · e8 чорний король · f8 чорний слон · h8 чорна тура · b7 чорний пішак · e7 чорний пішак · f7 чорний пішак · g7 чорний пішак · h7 чорний пішак · a6 чорний пішак · d6 чорний пішак · f6 чорний кінь · d4 білий кінь · e4 білий пішак · f4 білий пішак · c3 білий кінь · a2 білий пішак · b2 білий пішак · c2 білий пішак · g2 білий пішак · h2 білий пішак · a1 біла тура · c1 білий слон · d1 білий ферзь · e1 білий король · f1 білий слон · h1 біла тура | a8 чорна тура · b8 чорний кінь · c8 чорний слон · d8 чорний ферзь · e8 чорний король · f8 чорний слон · h8 чорна тура · b7 чорний пішак · e7 чорний пішак · f7 чорний пішак · g7 чорний пішак · h7 чорний пішак · a6 чорний пішак · d6 чорний пішак · f6 чорний кінь · d4 білий кінь · e4 білий пішак · f4 білий пішак · c3 білий кінь · a2 білий пішак · b2 білий пішак · c2 білий пішак · g2 білий пішак · h2 білий пішак · a1 біла тура · c1 білий слон · d1 білий ферзь · e1 білий король · f1 білий слон · h1 біла тура | a8 чорна тура · b8 чорний кінь · c8 чорний слон · d8 чорний ферзь · e8 чорний король · f8 чорний слон · h8 чорна тура · b7 чорний пішак · e7 чорний пішак · f7 чорний пішак · g7 чорний пішак · h7 чорний пішак · a6 чорний пішак · d6 чорний пішак · f6 чорний кінь · d4 білий кінь · e4 білий пішак · f4 білий пішак · c3 білий кінь · a2 білий пішак · b2 білий пішак · c2 білий пішак · g2 білий пішак · h2 білий пішак · a1 біла тура · c1 білий слон · d1 білий ферзь · e1 білий король · f1 білий слон · h1 біла тура | 7 |
| 6 | a8 чорна тура · b8 чорний кінь · c8 чорний слон · d8 чорний ферзь · e8 чорний король · f8 чорний слон · h8 чорна тура · b7 чорний пішак · e7 чорний пішак · f7 чорний пішак · g7 чорний пішак · h7 чорний пішак · a6 чорний пішак · d6 чорний пішак · f6 чорний кінь · d4 білий кінь · e4 білий пішак · f4 білий пішак · c3 білий кінь · a2 білий пішак · b2 білий пішак · c2 білий пішак · g2 білий пішак · h2 білий пішак · a1 біла тура · c1 білий слон · d1 білий ферзь · e1 білий король · f1 білий слон · h1 біла тура | a8 чорна тура · b8 чорний кінь · c8 чорний слон · d8 чорний ферзь · e8 чорний король · f8 чорний слон · h8 чорна тура · b7 чорний пішак · e7 чорний пішак · f7 чорний пішак · g7 чорний пішак · h7 чорний пішак · a6 чорний пішак · d6 чорний пішак · f6 чорний кінь · d4 білий кінь · e4 білий пішак · f4 білий пішак · c3 білий кінь · a2 білий пішак · b2 білий пішак · c2 білий пішак · g2 білий пішак · h2 білий пішак · a1 біла тура · c1 білий слон · d1 білий ферзь · e1 білий король · f1 білий слон · h1 біла тура | a8 чорна тура · b8 чорний кінь · c8 чорний слон · d8 чорний ферзь · e8 чорний король · f8 чорний слон · h8 чорна тура · b7 чорний пішак · e7 чорний пішак · f7 чорний пішак · g7 чорний пішак · h7 чорний пішак · a6 чорний пішак · d6 чорний пішак · f6 чорний кінь · d4 білий кінь · e4 білий пішак · f4 білий пішак · c3 білий кінь · a2 білий пішак · b2 білий пішак · c2 білий пішак · g2 білий пішак · h2 білий пішак · a1 біла тура · c1 білий слон · d1 білий ферзь · e1 білий король · f1 білий слон · h1 біла тура | a8 чорна тура · b8 чорний кінь · c8 чорний слон · d8 чорний ферзь · e8 чорний король · f8 чорний слон · h8 чорна тура · b7 чорний пішак · e7 чорний пішак · f7 чорний пішак · g7 чорний пішак · h7 чорний пішак · a6 чорний пішак · d6 чорний пішак · f6 чорний кінь · d4 білий кінь · e4 білий пішак · f4 білий пішак · c3 білий кінь · a2 білий пішак · b2 білий пішак · c2 білий пішак · g2 білий пішак · h2 білий пішак · a1 біла тура · c1 білий слон · d1 білий ферзь · e1 білий король · f1 білий слон · h1 біла тура | a8 чорна тура · b8 чорний кінь · c8 чорний слон · d8 чорний ферзь · e8 чорний король · f8 чорний слон · h8 чорна тура · b7 чорний пішак · e7 чорний пішак · f7 чорний пішак · g7 чорний пішак · h7 чорний пішак · a6 чорний пішак · d6 чорний пішак · f6 чорний кінь · d4 білий кінь · e4 білий пішак · f4 білий пішак · c3 білий кінь · a2 білий пішак · b2 білий пішак · c2 білий пішак · g2 білий пішак · h2 білий пішак · a1 біла тура · c1 білий слон · d1 білий ферзь · e1 білий король · f1 білий слон · h1 біла тура | a8 чорна тура · b8 чорний кінь · c8 чорний слон · d8 чорний ферзь · e8 чорний король · f8 чорний слон · h8 чорна тура · b7 чорний пішак · e7 чорний пішак · f7 чорний пішак · g7 чорний пішак · h7 чорний пішак · a6 чорний пішак · d6 чорний пішак · f6 чорний кінь · d4 білий кінь · e4 білий пішак · f4 білий пішак · c3 білий кінь · a2 білий пішак · b2 білий пішак · c2 білий пішак · g2 білий пішак · h2 білий пішак · a1 біла тура · c1 білий слон · d1 білий ферзь · e1 білий король · f1 білий слон · h1 біла тура | a8 чорна тура · b8 чорний кінь · c8 чорний слон · d8 чорний ферзь · e8 чорний король · f8 чорний слон · h8 чорна тура · b7 чорний пішак · e7 чорний пішак · f7 чорний пішак · g7 чорний пішак · h7 чорний пішак · a6 чорний пішак · d6 чорний пішак · f6 чорний кінь · d4 білий кінь · e4 білий пішак · f4 білий пішак · c3 білий кінь · a2 білий пішак · b2 білий пішак · c2 білий пішак · g2 білий пішак · h2 білий пішак · a1 біла тура · c1 білий слон · d1 білий ферзь · e1 білий король · f1 білий слон · h1 біла тура | a8 чорна тура · b8 чорний кінь · c8 чорний слон · d8 чорний ферзь · e8 чорний король · f8 чорний слон · h8 чорна тура · b7 чорний пішак · e7 чорний пішак · f7 чорний пішак · g7 чорний пішак · h7 чорний пішак · a6 чорний пішак · d6 чорний пішак · f6 чорний кінь · d4 білий кінь · e4 білий пішак · f4 білий пішак · c3 білий кінь · a2 білий пішак · b2 білий пішак · c2 білий пішак · g2 білий пішак · h2 білий пішак · a1 біла тура · c1 білий слон · d1 білий ферзь · e1 білий король · f1 білий слон · h1 біла тура | 6 |
| 5 | a8 чорна тура · b8 чорний кінь · c8 чорний слон · d8 чорний ферзь · e8 чорний король · f8 чорний слон · h8 чорна тура · b7 чорний пішак · e7 чорний пішак · f7 чорний пішак · g7 чорний пішак · h7 чорний пішак · a6 чорний пішак · d6 чорний пішак · f6 чорний кінь · d4 білий кінь · e4 білий пішак · f4 білий пішак · c3 білий кінь · a2 білий пішак · b2 білий пішак · c2 білий пішак · g2 білий пішак · h2 білий пішак · a1 біла тура · c1 білий слон · d1 білий ферзь · e1 білий король · f1 білий слон · h1 біла тура | a8 чорна тура · b8 чорний кінь · c8 чорний слон · d8 чорний ферзь · e8 чорний король · f8 чорний слон · h8 чорна тура · b7 чорний пішак · e7 чорний пішак · f7 чорний пішак · g7 чорний пішак · h7 чорний пішак · a6 чорний пішак · d6 чорний пішак · f6 чорний кінь · d4 білий кінь · e4 білий пішак · f4 білий пішак · c3 білий кінь · a2 білий пішак · b2 білий пішак · c2 білий пішак · g2 білий пішак · h2 білий пішак · a1 біла тура · c1 білий слон · d1 білий ферзь · e1 білий король · f1 білий слон · h1 біла тура | a8 чорна тура · b8 чорний кінь · c8 чорний слон · d8 чорний ферзь · e8 чорний король · f8 чорний слон · h8 чорна тура · b7 чорний пішак · e7 чорний пішак · f7 чорний пішак · g7 чорний пішак · h7 чорний пішак · a6 чорний пішак · d6 чорний пішак · f6 чорний кінь · d4 білий кінь · e4 білий пішак · f4 білий пішак · c3 білий кінь · a2 білий пішак · b2 білий пішак · c2 білий пішак · g2 білий пішак · h2 білий пішак · a1 біла тура · c1 білий слон · d1 білий ферзь · e1 білий король · f1 білий слон · h1 біла тура | a8 чорна тура · b8 чорний кінь · c8 чорний слон · d8 чорний ферзь · e8 чорний король · f8 чорний слон · h8 чорна тура · b7 чорний пішак · e7 чорний пішак · f7 чорний пішак · g7 чорний пішак · h7 чорний пішак · a6 чорний пішак · d6 чорний пішак · f6 чорний кінь · d4 білий кінь · e4 білий пішак · f4 білий пішак · c3 білий кінь · a2 білий пішак · b2 білий пішак · c2 білий пішак · g2 білий пішак · h2 білий пішак · a1 біла тура · c1 білий слон · d1 білий ферзь · e1 білий король · f1 білий слон · h1 біла тура | a8 чорна тура · b8 чорний кінь · c8 чорний слон · d8 чорний ферзь · e8 чорний король · f8 чорний слон · h8 чорна тура · b7 чорний пішак · e7 чорний пішак · f7 чорний пішак · g7 чорний пішак · h7 чорний пішак · a6 чорний пішак · d6 чорний пішак · f6 чорний кінь · d4 білий кінь · e4 білий пішак · f4 білий пішак · c3 білий кінь · a2 білий пішак · b2 білий пішак · c2 білий пішак · g2 білий пішак · h2 білий пішак · a1 біла тура · c1 білий слон · d1 білий ферзь · e1 білий король · f1 білий слон · h1 біла тура | a8 чорна тура · b8 чорний кінь · c8 чорний слон · d8 чорний ферзь · e8 чорний король · f8 чорний слон · h8 чорна тура · b7 чорний пішак · e7 чорний пішак · f7 чорний пішак · g7 чорний пішак · h7 чорний пішак · a6 чорний пішак · d6 чорний пішак · f6 чорний кінь · d4 білий кінь · e4 білий пішак · f4 білий пішак · c3 білий кінь · a2 білий пішак · b2 білий пішак · c2 білий пішак · g2 білий пішак · h2 білий пішак · a1 біла тура · c1 білий слон · d1 білий ферзь · e1 білий король · f1 білий слон · h1 біла тура | a8 чорна тура · b8 чорний кінь · c8 чорний слон · d8 чорний ферзь · e8 чорний король · f8 чорний слон · h8 чорна тура · b7 чорний пішак · e7 чорний пішак · f7 чорний пішак · g7 чорний пішак · h7 чорний пішак · a6 чорний пішак · d6 чорний пішак · f6 чорний кінь · d4 білий кінь · e4 білий пішак · f4 білий пішак · c3 білий кінь · a2 білий пішак · b2 білий пішак · c2 білий пішак · g2 білий пішак · h2 білий пішак · a1 біла тура · c1 білий слон · d1 білий ферзь · e1 білий король · f1 білий слон · h1 біла тура | a8 чорна тура · b8 чорний кінь · c8 чорний слон · d8 чорний ферзь · e8 чорний король · f8 чорний слон · h8 чорна тура · b7 чорний пішак · e7 чорний пішак · f7 чорний пішак · g7 чорний пішак · h7 чорний пішак · a6 чорний пішак · d6 чорний пішак · f6 чорний кінь · d4 білий кінь · e4 білий пішак · f4 білий пішак · c3 білий кінь · a2 білий пішак · b2 білий пішак · c2 білий пішак · g2 білий пішак · h2 білий пішак · a1 біла тура · c1 білий слон · d1 білий ферзь · e1 білий король · f1 білий слон · h1 біла тура | 5 |
| 4 | a8 чорна тура · b8 чорний кінь · c8 чорний слон · d8 чорний ферзь · e8 чорний король · f8 чорний слон · h8 чорна тура · b7 чорний пішак · e7 чорний пішак · f7 чорний пішак · g7 чорний пішак · h7 чорний пішак · a6 чорний пішак · d6 чорний пішак · f6 чорний кінь · d4 білий кінь · e4 білий пішак · f4 білий пішак · c3 білий кінь · a2 білий пішак · b2 білий пішак · c2 білий пішак · g2 білий пішак · h2 білий пішак · a1 біла тура · c1 білий слон · d1 білий ферзь · e1 білий король · f1 білий слон · h1 біла тура | a8 чорна тура · b8 чорний кінь · c8 чорний слон · d8 чорний ферзь · e8 чорний король · f8 чорний слон · h8 чорна тура · b7 чорний пішак · e7 чорний пішак · f7 чорний пішак · g7 чорний пішак · h7 чорний пішак · a6 чорний пішак · d6 чорний пішак · f6 чорний кінь · d4 білий кінь · e4 білий пішак · f4 білий пішак · c3 білий кінь · a2 білий пішак · b2 білий пішак · c2 білий пішак · g2 білий пішак · h2 білий пішак · a1 біла тура · c1 білий слон · d1 білий ферзь · e1 білий король · f1 білий слон · h1 біла тура | a8 чорна тура · b8 чорний кінь · c8 чорний слон · d8 чорний ферзь · e8 чорний король · f8 чорний слон · h8 чорна тура · b7 чорний пішак · e7 чорний пішак · f7 чорний пішак · g7 чорний пішак · h7 чорний пішак · a6 чорний пішак · d6 чорний пішак · f6 чорний кінь · d4 білий кінь · e4 білий пішак · f4 білий пішак · c3 білий кінь · a2 білий пішак · b2 білий пішак · c2 білий пішак · g2 білий пішак · h2 білий пішак · a1 біла тура · c1 білий слон · d1 білий ферзь · e1 білий король · f1 білий слон · h1 біла тура | a8 чорна тура · b8 чорний кінь · c8 чорний слон · d8 чорний ферзь · e8 чорний король · f8 чорний слон · h8 чорна тура · b7 чорний пішак · e7 чорний пішак · f7 чорний пішак · g7 чорний пішак · h7 чорний пішак · a6 чорний пішак · d6 чорний пішак · f6 чорний кінь · d4 білий кінь · e4 білий пішак · f4 білий пішак · c3 білий кінь · a2 білий пішак · b2 білий пішак · c2 білий пішак · g2 білий пішак · h2 білий пішак · a1 біла тура · c1 білий слон · d1 білий ферзь · e1 білий король · f1 білий слон · h1 біла тура | a8 чорна тура · b8 чорний кінь · c8 чорний слон · d8 чорний ферзь · e8 чорний король · f8 чорний слон · h8 чорна тура · b7 чорний пішак · e7 чорний пішак · f7 чорний пішак · g7 чорний пішак · h7 чорний пішак · a6 чорний пішак · d6 чорний пішак · f6 чорний кінь · d4 білий кінь · e4 білий пішак · f4 білий пішак · c3 білий кінь · a2 білий пішак · b2 білий пішак · c2 білий пішак · g2 білий пішак · h2 білий пішак · a1 біла тура · c1 білий слон · d1 білий ферзь · e1 білий король · f1 білий слон · h1 біла тура | a8 чорна тура · b8 чорний кінь · c8 чорний слон · d8 чорний ферзь · e8 чорний король · f8 чорний слон · h8 чорна тура · b7 чорний пішак · e7 чорний пішак · f7 чорний пішак · g7 чорний пішак · h7 чорний пішак · a6 чорний пішак · d6 чорний пішак · f6 чорний кінь · d4 білий кінь · e4 білий пішак · f4 білий пішак · c3 білий кінь · a2 білий пішак · b2 білий пішак · c2 білий пішак · g2 білий пішак · h2 білий пішак · a1 біла тура · c1 білий слон · d1 білий ферзь · e1 білий король · f1 білий слон · h1 біла тура | a8 чорна тура · b8 чорний кінь · c8 чорний слон · d8 чорний ферзь · e8 чорний король · f8 чорний слон · h8 чорна тура · b7 чорний пішак · e7 чорний пішак · f7 чорний пішак · g7 чорний пішак · h7 чорний пішак · a6 чорний пішак · d6 чорний пішак · f6 чорний кінь · d4 білий кінь · e4 білий пішак · f4 білий пішак · c3 білий кінь · a2 білий пішак · b2 білий пішак · c2 білий пішак · g2 білий пішак · h2 білий пішак · a1 біла тура · c1 білий слон · d1 білий ферзь · e1 білий король · f1 білий слон · h1 біла тура | a8 чорна тура · b8 чорний кінь · c8 чорний слон · d8 чорний ферзь · e8 чорний король · f8 чорний слон · h8 чорна тура · b7 чорний пішак · e7 чорний пішак · f7 чорний пішак · g7 чорний пішак · h7 чорний пішак · a6 чорний пішак · d6 чорний пішак · f6 чорний кінь · d4 білий кінь · e4 білий пішак · f4 білий пішак · c3 білий кінь · a2 білий пішак · b2 білий пішак · c2 білий пішак · g2 білий пішак · h2 білий пішак · a1 біла тура · c1 білий слон · d1 білий ферзь · e1 білий король · f1 білий слон · h1 біла тура | 4 |
| 3 | a8 чорна тура · b8 чорний кінь · c8 чорний слон · d8 чорний ферзь · e8 чорний король · f8 чорний слон · h8 чорна тура · b7 чорний пішак · e7 чорний пішак · f7 чорний пішак · g7 чорний пішак · h7 чорний пішак · a6 чорний пішак · d6 чорний пішак · f6 чорний кінь · d4 білий кінь · e4 білий пішак · f4 білий пішак · c3 білий кінь · a2 білий пішак · b2 білий пішак · c2 білий пішак · g2 білий пішак · h2 білий пішак · a1 біла тура · c1 білий слон · d1 білий ферзь · e1 білий король · f1 білий слон · h1 біла тура | a8 чорна тура · b8 чорний кінь · c8 чорний слон · d8 чорний ферзь · e8 чорний король · f8 чорний слон · h8 чорна тура · b7 чорний пішак · e7 чорний пішак · f7 чорний пішак · g7 чорний пішак · h7 чорний пішак · a6 чорний пішак · d6 чорний пішак · f6 чорний кінь · d4 білий кінь · e4 білий пішак · f4 білий пішак · c3 білий кінь · a2 білий пішак · b2 білий пішак · c2 білий пішак · g2 білий пішак · h2 білий пішак · a1 біла тура · c1 білий слон · d1 білий ферзь · e1 білий король · f1 білий слон · h1 біла тура | a8 чорна тура · b8 чорний кінь · c8 чорний слон · d8 чорний ферзь · e8 чорний король · f8 чорний слон · h8 чорна тура · b7 чорний пішак · e7 чорний пішак · f7 чорний пішак · g7 чорний пішак · h7 чорний пішак · a6 чорний пішак · d6 чорний пішак · f6 чорний кінь · d4 білий кінь · e4 білий пішак · f4 білий пішак · c3 білий кінь · a2 білий пішак · b2 білий пішак · c2 білий пішак · g2 білий пішак · h2 білий пішак · a1 біла тура · c1 білий слон · d1 білий ферзь · e1 білий король · f1 білий слон · h1 біла тура | a8 чорна тура · b8 чорний кінь · c8 чорний слон · d8 чорний ферзь · e8 чорний король · f8 чорний слон · h8 чорна тура · b7 чорний пішак · e7 чорний пішак · f7 чорний пішак · g7 чорний пішак · h7 чорний пішак · a6 чорний пішак · d6 чорний пішак · f6 чорний кінь · d4 білий кінь · e4 білий пішак · f4 білий пішак · c3 білий кінь · a2 білий пішак · b2 білий пішак · c2 білий пішак · g2 білий пішак · h2 білий пішак · a1 біла тура · c1 білий слон · d1 білий ферзь · e1 білий король · f1 білий слон · h1 біла тура | a8 чорна тура · b8 чорний кінь · c8 чорний слон · d8 чорний ферзь · e8 чорний король · f8 чорний слон · h8 чорна тура · b7 чорний пішак · e7 чорний пішак · f7 чорний пішак · g7 чорний пішак · h7 чорний пішак · a6 чорний пішак · d6 чорний пішак · f6 чорний кінь · d4 білий кінь · e4 білий пішак · f4 білий пішак · c3 білий кінь · a2 білий пішак · b2 білий пішак · c2 білий пішак · g2 білий пішак · h2 білий пішак · a1 біла тура · c1 білий слон · d1 білий ферзь · e1 білий король · f1 білий слон · h1 біла тура | a8 чорна тура · b8 чорний кінь · c8 чорний слон · d8 чорний ферзь · e8 чорний король · f8 чорний слон · h8 чорна тура · b7 чорний пішак · e7 чорний пішак · f7 чорний пішак · g7 чорний пішак · h7 чорний пішак · a6 чорний пішак · d6 чорний пішак · f6 чорний кінь · d4 білий кінь · e4 білий пішак · f4 білий пішак · c3 білий кінь · a2 білий пішак · b2 білий пішак · c2 білий пішак · g2 білий пішак · h2 білий пішак · a1 біла тура · c1 білий слон · d1 білий ферзь · e1 білий король · f1 білий слон · h1 біла тура | a8 чорна тура · b8 чорний кінь · c8 чорний слон · d8 чорний ферзь · e8 чорний король · f8 чорний слон · h8 чорна тура · b7 чорний пішак · e7 чорний пішак · f7 чорний пішак · g7 чорний пішак · h7 чорний пішак · a6 чорний пішак · d6 чорний пішак · f6 чорний кінь · d4 білий кінь · e4 білий пішак · f4 білий пішак · c3 білий кінь · a2 білий пішак · b2 білий пішак · c2 білий пішак · g2 білий пішак · h2 білий пішак · a1 біла тура · c1 білий слон · d1 білий ферзь · e1 білий король · f1 білий слон · h1 біла тура | a8 чорна тура · b8 чорний кінь · c8 чорний слон · d8 чорний ферзь · e8 чорний король · f8 чорний слон · h8 чорна тура · b7 чорний пішак · e7 чорний пішак · f7 чорний пішак · g7 чорний пішак · h7 чорний пішак · a6 чорний пішак · d6 чорний пішак · f6 чорний кінь · d4 білий кінь · e4 білий пішак · f4 білий пішак · c3 білий кінь · a2 білий пішак · b2 білий пішак · c2 білий пішак · g2 білий пішак · h2 білий пішак · a1 біла тура · c1 білий слон · d1 білий ферзь · e1 білий король · f1 білий слон · h1 біла тура | 3 |
| 2 | a8 чорна тура · b8 чорний кінь · c8 чорний слон · d8 чорний ферзь · e8 чорний король · f8 чорний слон · h8 чорна тура · b7 чорний пішак · e7 чорний пішак · f7 чорний пішак · g7 чорний пішак · h7 чорний пішак · a6 чорний пішак · d6 чорний пішак · f6 чорний кінь · d4 білий кінь · e4 білий пішак · f4 білий пішак · c3 білий кінь · a2 білий пішак · b2 білий пішак · c2 білий пішак · g2 білий пішак · h2 білий пішак · a1 біла тура · c1 білий слон · d1 білий ферзь · e1 білий король · f1 білий слон · h1 біла тура | a8 чорна тура · b8 чорний кінь · c8 чорний слон · d8 чорний ферзь · e8 чорний король · f8 чорний слон · h8 чорна тура · b7 чорний пішак · e7 чорний пішак · f7 чорний пішак · g7 чорний пішак · h7 чорний пішак · a6 чорний пішак · d6 чорний пішак · f6 чорний кінь · d4 білий кінь · e4 білий пішак · f4 білий пішак · c3 білий кінь · a2 білий пішак · b2 білий пішак · c2 білий пішак · g2 білий пішак · h2 білий пішак · a1 біла тура · c1 білий слон · d1 білий ферзь · e1 білий король · f1 білий слон · h1 біла тура | a8 чорна тура · b8 чорний кінь · c8 чорний слон · d8 чорний ферзь · e8 чорний король · f8 чорний слон · h8 чорна тура · b7 чорний пішак · e7 чорний пішак · f7 чорний пішак · g7 чорний пішак · h7 чорний пішак · a6 чорний пішак · d6 чорний пішак · f6 чорний кінь · d4 білий кінь · e4 білий пішак · f4 білий пішак · c3 білий кінь · a2 білий пішак · b2 білий пішак · c2 білий пішак · g2 білий пішак · h2 білий пішак · a1 біла тура · c1 білий слон · d1 білий ферзь · e1 білий король · f1 білий слон · h1 біла тура | a8 чорна тура · b8 чорний кінь · c8 чорний слон · d8 чорний ферзь · e8 чорний король · f8 чорний слон · h8 чорна тура · b7 чорний пішак · e7 чорний пішак · f7 чорний пішак · g7 чорний пішак · h7 чорний пішак · a6 чорний пішак · d6 чорний пішак · f6 чорний кінь · d4 білий кінь · e4 білий пішак · f4 білий пішак · c3 білий кінь · a2 білий пішак · b2 білий пішак · c2 білий пішак · g2 білий пішак · h2 білий пішак · a1 біла тура · c1 білий слон · d1 білий ферзь · e1 білий король · f1 білий слон · h1 біла тура | a8 чорна тура · b8 чорний кінь · c8 чорний слон · d8 чорний ферзь · e8 чорний король · f8 чорний слон · h8 чорна тура · b7 чорний пішак · e7 чорний пішак · f7 чорний пішак · g7 чорний пішак · h7 чорний пішак · a6 чорний пішак · d6 чорний пішак · f6 чорний кінь · d4 білий кінь · e4 білий пішак · f4 білий пішак · c3 білий кінь · a2 білий пішак · b2 білий пішак · c2 білий пішак · g2 білий пішак · h2 білий пішак · a1 біла тура · c1 білий слон · d1 білий ферзь · e1 білий король · f1 білий слон · h1 біла тура | a8 чорна тура · b8 чорний кінь · c8 чорний слон · d8 чорний ферзь · e8 чорний король · f8 чорний слон · h8 чорна тура · b7 чорний пішак · e7 чорний пішак · f7 чорний пішак · g7 чорний пішак · h7 чорний пішак · a6 чорний пішак · d6 чорний пішак · f6 чорний кінь · d4 білий кінь · e4 білий пішак · f4 білий пішак · c3 білий кінь · a2 білий пішак · b2 білий пішак · c2 білий пішак · g2 білий пішак · h2 білий пішак · a1 біла тура · c1 білий слон · d1 білий ферзь · e1 білий король · f1 білий слон · h1 біла тура | a8 чорна тура · b8 чорний кінь · c8 чорний слон · d8 чорний ферзь · e8 чорний король · f8 чорний слон · h8 чорна тура · b7 чорний пішак · e7 чорний пішак · f7 чорний пішак · g7 чорний пішак · h7 чорний пішак · a6 чорний пішак · d6 чорний пішак · f6 чорний кінь · d4 білий кінь · e4 білий пішак · f4 білий пішак · c3 білий кінь · a2 білий пішак · b2 білий пішак · c2 білий пішак · g2 білий пішак · h2 білий пішак · a1 біла тура · c1 білий слон · d1 білий ферзь · e1 білий король · f1 білий слон · h1 біла тура | a8 чорна тура · b8 чорний кінь · c8 чорний слон · d8 чорний ферзь · e8 чорний король · f8 чорний слон · h8 чорна тура · b7 чорний пішак · e7 чорний пішак · f7 чорний пішак · g7 чорний пішак · h7 чорний пішак · a6 чорний пішак · d6 чорний пішак · f6 чорний кінь · d4 білий кінь · e4 білий пішак · f4 білий пішак · c3 білий кінь · a2 білий пішак · b2 білий пішак · c2 білий пішак · g2 білий пішак · h2 білий пішак · a1 біла тура · c1 білий слон · d1 білий ферзь · e1 білий король · f1 білий слон · h1 біла тура | 2 |
| 1 | a8 чорна тура · b8 чорний кінь · c8 чорний слон · d8 чорний ферзь · e8 чорний король · f8 чорний слон · h8 чорна тура · b7 чорний пішак · e7 чорний пішак · f7 чорний пішак · g7 чорний пішак · h7 чорний пішак · a6 чорний пішак · d6 чорний пішак · f6 чорний кінь · d4 білий кінь · e4 білий пішак · f4 білий пішак · c3 білий кінь · a2 білий пішак · b2 білий пішак · c2 білий пішак · g2 білий пішак · h2 білий пішак · a1 біла тура · c1 білий слон · d1 білий ферзь · e1 білий король · f1 білий слон · h1 біла тура | a8 чорна тура · b8 чорний кінь · c8 чорний слон · d8 чорний ферзь · e8 чорний король · f8 чорний слон · h8 чорна тура · b7 чорний пішак · e7 чорний пішак · f7 чорний пішак · g7 чорний пішак · h7 чорний пішак · a6 чорний пішак · d6 чорний пішак · f6 чорний кінь · d4 білий кінь · e4 білий пішак · f4 білий пішак · c3 білий кінь · a2 білий пішак · b2 білий пішак · c2 білий пішак · g2 білий пішак · h2 білий пішак · a1 біла тура · c1 білий слон · d1 білий ферзь · e1 білий король · f1 білий слон · h1 біла тура | a8 чорна тура · b8 чорний кінь · c8 чорний слон · d8 чорний ферзь · e8 чорний король · f8 чорний слон · h8 чорна тура · b7 чорний пішак · e7 чорний пішак · f7 чорний пішак · g7 чорний пішак · h7 чорний пішак · a6 чорний пішак · d6 чорний пішак · f6 чорний кінь · d4 білий кінь · e4 білий пішак · f4 білий пішак · c3 білий кінь · a2 білий пішак · b2 білий пішак · c2 білий пішак · g2 білий пішак · h2 білий пішак · a1 біла тура · c1 білий слон · d1 білий ферзь · e1 білий король · f1 білий слон · h1 біла тура | a8 чорна тура · b8 чорний кінь · c8 чорний слон · d8 чорний ферзь · e8 чорний король · f8 чорний слон · h8 чорна тура · b7 чорний пішак · e7 чорний пішак · f7 чорний пішак · g7 чорний пішак · h7 чорний пішак · a6 чорний пішак · d6 чорний пішак · f6 чорний кінь · d4 білий кінь · e4 білий пішак · f4 білий пішак · c3 білий кінь · a2 білий пішак · b2 білий пішак · c2 білий пішак · g2 білий пішак · h2 білий пішак · a1 біла тура · c1 білий слон · d1 білий ферзь · e1 білий король · f1 білий слон · h1 біла тура | a8 чорна тура · b8 чорний кінь · c8 чорний слон · d8 чорний ферзь · e8 чорний король · f8 чорний слон · h8 чорна тура · b7 чорний пішак · e7 чорний пішак · f7 чорний пішак · g7 чорний пішак · h7 чорний пішак · a6 чорний пішак · d6 чорний пішак · f6 чорний кінь · d4 білий кінь · e4 білий пішак · f4 білий пішак · c3 білий кінь · a2 білий пішак · b2 білий пішак · c2 білий пішак · g2 білий пішак · h2 білий пішак · a1 біла тура · c1 білий слон · d1 білий ферзь · e1 білий король · f1 білий слон · h1 біла тура | a8 чорна тура · b8 чорний кінь · c8 чорний слон · d8 чорний ферзь · e8 чорний король · f8 чорний слон · h8 чорна тура · b7 чорний пішак · e7 чорний пішак · f7 чорний пішак · g7 чорний пішак · h7 чорний пішак · a6 чорний пішак · d6 чорний пішак · f6 чорний кінь · d4 білий кінь · e4 білий пішак · f4 білий пішак · c3 білий кінь · a2 білий пішак · b2 білий пішак · c2 білий пішак · g2 білий пішак · h2 білий пішак · a1 біла тура · c1 білий слон · d1 білий ферзь · e1 білий король · f1 білий слон · h1 біла тура | a8 чорна тура · b8 чорний кінь · c8 чорний слон · d8 чорний ферзь · e8 чорний король · f8 чорний слон · h8 чорна тура · b7 чорний пішак · e7 чорний пішак · f7 чорний пішак · g7 чорний пішак · h7 чорний пішак · a6 чорний пішак · d6 чорний пішак · f6 чорний кінь · d4 білий кінь · e4 білий пішак · f4 білий пішак · c3 білий кінь · a2 білий пішак · b2 білий пішак · c2 білий пішак · g2 білий пішак · h2 білий пішак · a1 біла тура · c1 білий слон · d1 білий ферзь · e1 білий король · f1 білий слон · h1 біла тура | a8 чорна тура · b8 чорний кінь · c8 чорний слон · d8 чорний ферзь · e8 чорний король · f8 чорний слон · h8 чорна тура · b7 чорний пішак · e7 чорний пішак · f7 чорний пішак · g7 чорний пішак · h7 чорний пішак · a6 чорний пішак · d6 чорний пішак · f6 чорний кінь · d4 білий кінь · e4 білий пішак · f4 білий пішак · c3 білий кінь · a2 білий пішак · b2 білий пішак · c2 білий пішак · g2 білий пішак · h2 білий пішак · a1 біла тура · c1 білий слон · d1 білий ферзь · e1 білий король · f1 білий слон · h1 біла тура | 1 |
|   | a | b | c | d | e | f | g | h |   |

Можливі продовження включають:
- 6 … e5 7. Nf3 Nbd7 8.a4 Be7 9. Bd3 0-0
- 6. . . Qc7 7. Bd3
- 6 … e6 7. Be2

Гросмейстер Даніель Кінг рекомендує проти «Амстердамської варіації» хід 6 … g6, що веде до більш міцної захисної структури пішаків на королівському фланзі. Ідея полягає в тому, щоб врешті-решт здійснити контратаку по діагоналі g1 — a7 ходами типу. . . Qb6, що також блокує рокірування білих. Прикладом цього є 6 … g6 7. Nf3 Bg7 8.a4 Nc6 (зверніть увагу: хід 8. . . Nc6 відрізняється від звичайного для Найдорфа ходу. . . Nbd7, оскільки поле c6 є сильнішим полем для коня при ферзі на b6) 9. Bd3 Qb6.

### Атака Адамса: 6.h3
Введений в практику Вівером Адамсом у середині ХХ століття, цей дивний на перший погляд хід пішаком в основному використовувався як несподівана зброя для боротьби з Найдорфом. Якщо чорні все одно продовжють 6 … e5, білі можуть відповісти 7. Nde2, та потім g4 та Ng3, ведучі боротьбу за слабкі світлі квадрати подальшим ходом g5. З боку чоних, ефективною протидією цьому є хід 7 … h5, який блокує можливість g4.
Чорний також може використовувати схему Схевенінгенського варіанту з 6 … e6, а потім 7.g4 b5 8. Bg2 Bb7, змушуючи білих втрачати більше часу, захищаючи пішака e4, оскільки … b4 є загрозою. Лише в 2008 році нарешті було знайдено відповідь за білих. Після 9.0-0 b4, білі приносять позиційну жертву 10. Nd5 !, що дає чорним довгострокові слабкості в обороні та відкриває вертикаль е для атаки білих.

### Інші шость ходів у білих
Окрім основних варіантів, згаданих вище, у білих є й інші варіанти: 6.f3, 6.g3 та 6.a4 є менш поширеними, але також реальними відповідями на розігрування чорними Найдорфа. Ходи типу 6. Bd3, 6. Qf3, 6. Rg1 (атака Петроніка), 6. Nb3, 6.a3, 6.h4, 6. Qe2 та 6. Qd3 грають рідко, але вони не є поганими, і можуть бути використані як дебютний сюрприз. Інші рідкісні ходи включають 6.g4, 6. Nf3, 6.b3 та 6. Bd2.

## Додаткова література
- Andriasyan, Zaven (2013). Winning with the Najdorf Sicilian: An Uncompromising Repertoire for Black. New In Chess. ISBN 978-9056914295.
- Arizmendi, Julen; Moreno, Javier (2014). Mastering the Najdorf: A Complete Guide to Understanding the most Popular Sicilian System. Gambit Publications. ISBN 978-1904600183.
- de Firmian, Nick; Fedorowicz, John (2004). The English Attack. Sterling. ISBN 978-0945806141.
- Doknjas, John; Doknjas, Joshua (2018). The Sicilian Najdorf. Everyman Chess. ISBN 978-17-8194-483-7.
- Emms, John (2003). Play the Najdorf: Scheveningen Style. Everyman Chess. ISBN 1-85744-323-3.
- Gallagher, Joe (2006). Starting Out: Sicilian Najdorf. Everyman Chess. ISBN 978-1857443929.
- Georgiev, Kiril; Kolev, Atanas (2012). The Sharpest Sicilian 2012. Chess Stars. ISBN 978-9548782906.
- Goh Wei Ming, Kevin (2014). The Sicilian Najdorf 6 Bg5. Everyman Chess. ISBN 978-17-8194-021-1.
- Khalifman, Alexander (2010). Opening for White According to Anand 1.e4 13. Chess Stars. ISBN 978-9548782784.
- Khalifman, Alexander (2012). Opening for White According to Anand 1.e4 14. Chess Stars. ISBN 978-9548782913.
- King, Daniel (2002). Winning With the Najdorf. Sterling Pub Co Inc. ISBN 0713470372.
- Kosten, Tony; Gormally, Danny (1999). Easy Guide to the Najdorf. Everyman Chess. ISBN 1857445295.
- Negi, Parimarjan (2015). Grandmaster Repertoire 1.e4 vs the Sicilian I. Quality Chess. ISBN 978-1906552398.
- Nunn, John (1999). Complete Najdorf: Modern Lines. Sterling Pub Co Inc. ISBN 0713482184.
- Pavlovic, Milos (2018). The Modernized Najdorf. Thinkers Publishing. ISBN 978-94-9251-038-9.
- Sammalvuo, Tapani (2004). The English Attack. Gambit Publications. ISBN 1-901983-57-9.
- Palliser, Richard (2007). Starting Out: Sicilian Najdorf. Everyman Chess. ISBN 978-1-85744-601-2.
- Rizzitano, James (2010). Play the Najdorf Sicilian. Gambit Publications. ISBN 978-1-906454-16-6.
- Vigorito, David (2019). Playing the Najdorf: A Practical Repertoire. Quality Chess. ISBN 978-19-0798-265-1.